# Schmalspurbahn Wilischthal–Thum
| Ausschnitt der Streckenkarte Sachsen von 1902 |                         |                                                            |                                                            |
| Streckennummer: | 6972; sä. WT (ex WE)    |                                                            |                                                            |
| Kursbuchstrecke: | 140b (1934) 169q (1946) |                                                            |                                                            |
| Streckenlänge: | 13,54 km                |                                                            |                                                            |
| Spurweite: | 750 mm (Schmalspur)     |                                                            |                                                            |
| Maximale Neigung: | 29 ‰                    |                                                            |                                                            |
| Minimaler Radius: | 50 m                    |                                                            |                                                            |
| Streckengeschwindigkeit: | 20 km/h                 |                                                            |                                                            |
| |                         |                                                            |                                                            |
| \| \| 0,000 \| Wilischthal \| 340 m \| \| \| \| (Anschluss von Bahnstrecke Annaberg-Buchholz unt Bf–Flöha) \| \| \| \| 0,084 \| Zschopaubrücke (72,25 m) \| Zschopaubrücke (72,25 m) \| \| \| 1,270 \| Anschl. Papierfabrik Wilischthal \| Anschl. Papierfabrik Wilischthal \| \| \| 2,062 \| Brücke Mühlgraben (29,3 m) \| Brücke Mühlgraben (29,3 m) \| \| \| 2,310 \| Wilischau \| 355 m \| \| \| 2,454 \| Wilischbrücke (10,1 m) \| Wilischbrücke (10,1 m) \| \| \| 2,788 \| Wilischbrücke (13,1 m) \| Wilischbrücke (13,1 m) \| \| \| 3,740 \| Grießbach (Wilischtal) \| 375 m \| \| \| 3,858 \| Wilischbrücke (19,2 m) \| Wilischbrücke (19,2 m) \| \| \| 6,240 \| Gelenau \| 395 m \| \| \| 2,454 \| Brücke Mühlgraben (17,8 m) \| Brücke Mühlgraben (17,8 m) \| \| \| 7,190 \| Venusberg bis 1902 \| 408 m \| \| \| 8,380 \| Venusberg-Spinnerei ab 1902 \| 420 m \| \| \| \| Anschl. Spinnerei Venusberg \| \| \| \| 9,376 \| Wilischbrücke (32,6 m) \| Wilischbrücke (32,6 m) \| \| \| 9,500 \| Unterherold \| 432 m \| \| \| 10,750 \| Mittelherold \| 448 m \| \| \| 11,300 \| Herold (Erzgeb) \| 458 m \| \| \| 13,820 \| Ehrenfriedersdorf bis 1906 \| 516 m \| \| \| 12,454 \| Brücke Thumer Bach (12,8 m) \| Brücke Thumer Bach (12,8 m) \| \| \| 13,160 \| Thum bis 1906 \| 499 m \| \| \| 13,286 \| EÜ Färberstr. (46 m) \| EÜ Färberstr. (46 m) \| \| \| \| von Meinersdorf \| \| \| \| 13,540 \| Thum \| 507 m \| \| \| \| nach Schönfeld-Wiesa \| \| |                         |                                                            |                                                            |
| Kopfbahnhof Streckenanfang (Strecke außer Betrieb) | 0,000                   | Wilischthal                                                | 340 m                                                      |
| Strecke (außer Betrieb) |                         | (Anschluss von Bahnstrecke Annaberg-Buchholz unt Bf–Flöha) | (Anschluss von Bahnstrecke Annaberg-Buchholz unt Bf–Flöha) |
| Brücke über Wasserlauf (Strecke außer Betrieb) | 0,084                   | Zschopaubrücke (72,25 m)                                   | Zschopaubrücke (72,25 m)                                   |
| Abzweig geradeaus und von rechts (Strecke außer Betrieb) | 1,270                   | Anschl. Papierfabrik Wilischthal                           | Anschl. Papierfabrik Wilischthal                           |
| Brücke über Wasserlauf (Strecke außer Betrieb) | 2,062                   | Brücke Mühlgraben (29,3 m)                                 | Brücke Mühlgraben (29,3 m)                                 |
| Haltepunkt / Haltestelle (Strecke außer Betrieb) | 2,310                   | Wilischau                                                  | 355 m                                                      |
| Brücke über Wasserlauf (Strecke außer Betrieb) | 2,454                   | Wilischbrücke (10,1 m)                                     | Wilischbrücke (10,1 m)                                     |
| Brücke über Wasserlauf (Strecke außer Betrieb) | 2,788                   | Wilischbrücke (13,1 m)                                     | Wilischbrücke (13,1 m)                                     |
| Haltepunkt / Haltestelle (Strecke außer Betrieb) | 3,740                   | Grießbach (Wilischtal)                                     | 375 m                                                      |
| Brücke über Wasserlauf (Strecke außer Betrieb) | 3,858                   | Wilischbrücke (19,2 m)                                     | Wilischbrücke (19,2 m)                                     |
| Bahnhof (Strecke außer Betrieb) | 6,240                   | Gelenau                                                    | 395 m                                                      |
| Brücke über Wasserlauf (Strecke außer Betrieb) | 2,454                   | Brücke Mühlgraben (17,8 m)                                 | Brücke Mühlgraben (17,8 m)                                 |
| Haltepunkt / Haltestelle (Strecke außer Betrieb) | 7,190                   | Venusberg bis 1902                                         | 408 m                                                      |
| Haltepunkt / Haltestelle (Strecke außer Betrieb) | 8,380                   | Venusberg-Spinnerei ab 1902                                | 420 m                                                      |
| Abzweig geradeaus und von links (Strecke außer Betrieb) |                         | Anschl. Spinnerei Venusberg                                | Anschl. Spinnerei Venusberg                                |
| Brücke über Wasserlauf (Strecke außer Betrieb) | 9,376                   | Wilischbrücke (32,6 m)                                     | Wilischbrücke (32,6 m)                                     |
| Haltepunkt / Haltestelle (Strecke außer Betrieb) | 9,500                   | Unterherold                                                | 432 m                                                      |
| Haltepunkt / Haltestelle (Strecke außer Betrieb) | 10,750                  | Mittelherold                                               | 448 m                                                      |
| Bahnhof (Strecke außer Betrieb) | 11,300                  | Herold (Erzgeb)                                            | 458 m                                                      |
| Abzweig geradeaus und nach links (Strecke außer Betrieb) · Kopfbahnhof Streckenende und quer (Strecke außer Betrieb) | 13,820                  | Ehrenfriedersdorf bis 1906                                 | 516 m                                                      |
| Brücke über Wasserlauf (Strecke außer Betrieb) | 12,454                  | Brücke Thumer Bach (12,8 m)                                | Brücke Thumer Bach (12,8 m)                                |
| Haltepunkt / Haltestelle (Strecke außer Betrieb) | 13,160                  | Thum bis 1906                                              | 499 m                                                      |
| Brücke (Strecke außer Betrieb) | 13,286                  | EÜ Färberstr. (46 m)                                       | EÜ Färberstr. (46 m)                                       |
| Abzweig geradeaus und von rechts (Strecke außer Betrieb) |                         | von Meinersdorf                                            | von Meinersdorf                                            |
| Bahnhof (Strecke außer Betrieb) | 13,540                  | Thum                                                       | 507 m                                                      |
| Strecke (außer Betrieb) |                         | nach Schönfeld-Wiesa                                       | nach Schönfeld-Wiesa                                       |

Die Schmalspurbahn Wilischthal–Thum (auch: Wilischtalbahn) war eine sächsische Schmalspurbahn im mittleren Erzgebirge. Sie begann im Bahnhof Wilischthal an der Bahnstrecke Annaberg-Buchholz unt Bf–Flöha und führte entlang der Wilisch nach Ehrenfriedersdorf. Eine Zweigbahn führte von Oberherold nach Thum. Der Abschnitt Oberherold–Ehrenfriedersdorf wurde 1906 infolge des Baues der Strecke Geyer–Thum aufgegeben.

## Geschichte

### Vorgeschichte & Eröffnung
Bereits seit 1855 sollte die Stadt Annaberg einen Bahnanschluss erhalten, daraufhin begannen 1858 Planungen, die neben anderen Streckenführungen auch einen Verlauf durch das Wilischtal über Thum und Ehrenfriedersdorf untersuchten. Stattdessen wurde aber der Entwurf durch das Zschopautal favorisiert, der dann 1866 mit der Chemnitz-Annaberger Bahn auch umgesetzt wurde. Daraufhin schien ein Bahnanschluss für das Wilischtal lange unerreichbar, erst in den 1880er Jahren beschäftigte sich der Sächsische Landtag wieder mit dem Problem auf Druck der zahlreichen Papier- und Textilfabrikanten, die sich von einer Eisenbahn einen weiteren wirtschaftlichen Aufschwung versprachen. 1883/1884 wurde schließlich der Entwurf einer Schmalspurbahn ausgehend von Wilischthal nach Thum bzw. Ehrenfriedersdorf beschlossen.
Nach dem Abschluss der Bauarbeiten, die im September 1885 begonnen hatten, konnte am 14. Dezember 1886 die Wilischthalbahn feierlich eröffnet werden.

### Betrieb
Für die ab 1904 gebaute Verbindung mit der Schmalspurbahn Schönfeld-Wiesa–Geyer entstand in Thum ein neuer Bahnhof. Noch vor der Inbetriebnahme der neuen Verbindung Richtung Geyer wurde ab 18. April 1906 ein vorläufiges Verbindungsgleis vom vorherigen Haltepunkt zum neuen Thumer Bahnhof von den Zügen der Wilischthalbahn genutzt. Die Strecke nach Geyer wurde am 30. April 1906 eröffnet, mit der Aufnahme des regulären Verkehrs einen Tag später – am 1. Mai 1906 – wurde die kurze Stichstrecke von Oberherold zum Bahnhof Ehrenfriedersdorf stillgelegt, da an der neuen Strecke nach Geyer ein neuer Bahnhof für Ehrenfriedersdorf eingerichtet worden war. Während des Streckenbaus war die Stichstrecke nach Ehrenfriedersdorf als Anschlussgleis für mehrere Nutzer geplant, da diesen aber die Kosten für die Nutzung zu hoch waren, zerschlug sich dieses Vorhaben.
Der Rollwagenverkehr wurde 1912/13 eingeführt, zur Schaffung der notwendigen Profilfreiheit waren diverse Umbauarbeiten notwendig.
Die Strecke trug zusammen mit der Verbindung Schönfeld-Wiesa–Meinersdorf wesentlich zur wirtschaftlichen Entwicklung der Region bei. Der Güterverkehr nahm ständig zu und erreichte Anfang der sechziger Jahre mit ca. 300.000 Tonnen im gesamten „Thumer Netz“ seinen Höhepunkt. Es wurden hauptsächlich Kohle und Baustoffe transportiert, außerdem Baumwolle, Papier, Zellulose, Garn, Strümpfe, Schuhe, Holz und vieles mehr. Einen großen Anteil am Güterumschlag hatte der Bahnhof Gelenau mit über 20 %. Die Anzahl der beförderten Personen auf der Strecke pro Jahr war sehr unterschiedlich.
Ab Mitte der sechziger Jahre wurden Kohletransporte auf die Straße verlagert, was zu einem deutlichen Rückgang des Güterverkehrs führte. Gleichzeitig war faktisch kein Bedarf an Personenverkehr zwischen Wilischthal und Gelenau mehr vorhanden. Die Züge fuhren aufgrund des vernachlässigten Oberbaues extrem langsam.

### Stilllegung

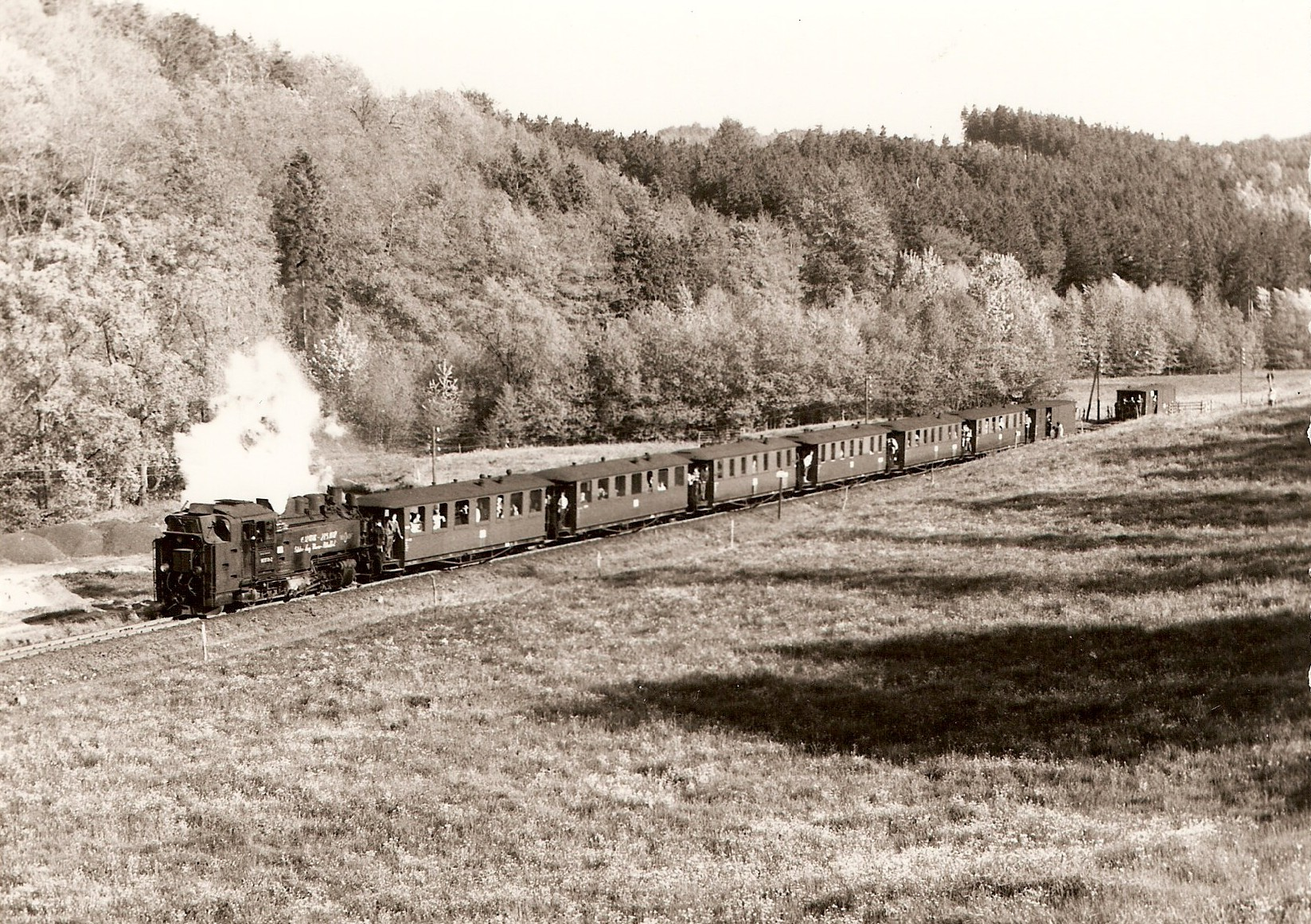
99 1778-2 mit Personenzug zwischen Venusberg-Spinnerei und Gelenau am 27. Mai 1972

Die Wilischthalbahn wurde am 28. Mai 1972 stillgelegt und bis 1976 schrittweise von Thum bis zum Anschlussgleis der Papierfabrik Wilischthal abgebaut. Lediglich der Anschluss Papierfabrik wurde bis 1992 von Wilischthal aus noch mit Rangierfahrten bedient. Im Dezember 1991 fanden letztmals mit einer IV K, einem Gepäck- und einem Reisezugwagen einige Sonderfahrten statt, veranstaltet von der IG Preßnitztalbahn aus Jöhstadt.

## Streckenbeschreibung

### Verlauf

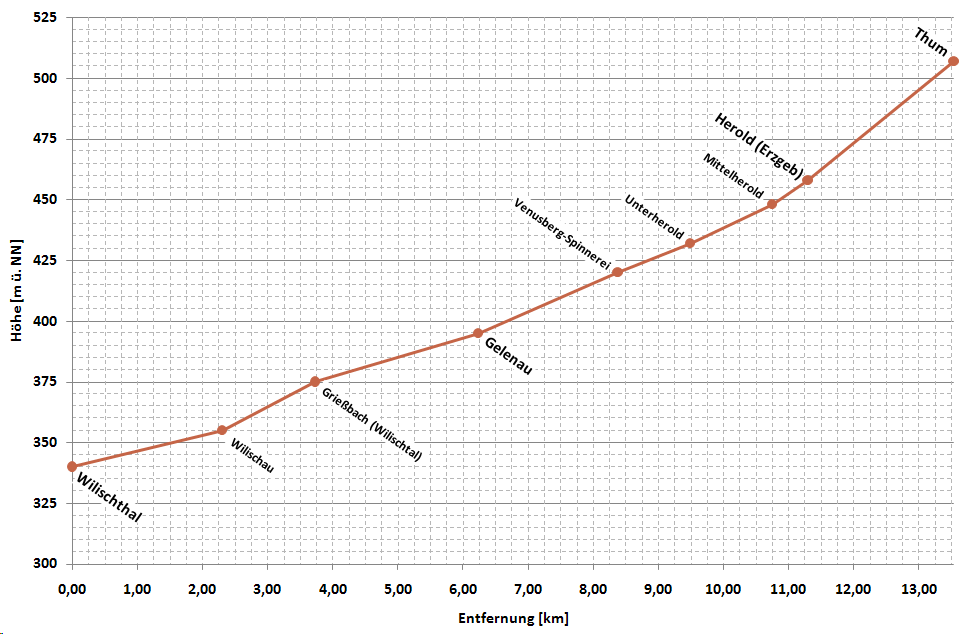
Vereinfachtes Höhenprofil der Schmalspurbahn Wilischthal–Thum

Ausgehend vom Bahnhof Wilischthal an der Zschopautalbahn verlief die Bahnstrecke bis Oberherold im Tal der Wilisch. Vor dem Umbau des Netzes lief sie in diesem Tal nach Ehrenfriedersdorf weiter, nach 1906 verlief sie ab Oberherold im Tal des Jahnsbachs weiter zum Bahnhof Thum, wo sie Anschluss an die Schmalspurbahn Schönfeld-Wiesa–Meinersdorf hatte.

### Betriebsstellen
Wilischthal ⊙

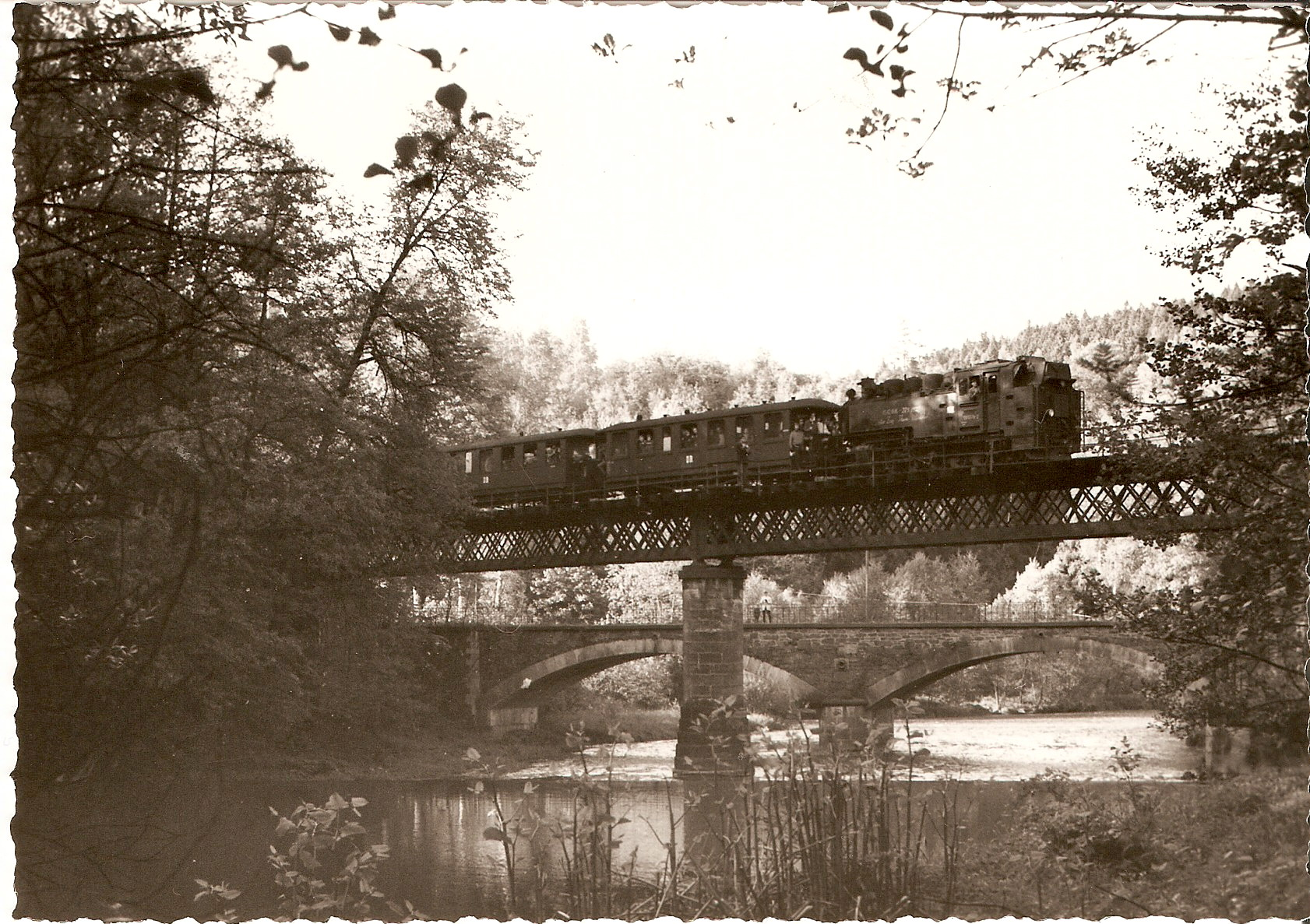
Letzter Zug Thum-Wilischthal

Am 1. Dezember 1874 wurde der Bahnhof Wilischthal an der normalspurigen Bahnstrecke Annaberg-Flöha errichtet. Der schmalspurige Teil des Bahnhofs wurde 1886 eröffnet. Das bestehende Empfangsgebäude der Zschopautalbahn wurde dabei um einen Anbau erweitert. Neu errichtet wurden ein einständiger Lokschuppen, ein Kohleschuppen mit Aufenthaltsraum und einer angrenzenden Wasserstation, mit einem ca. 4 Meter ausladenden Wasserkran. Weiterhin eine Verladerampe für Schmalspurfahrzeuge und eine 1887 errichtete Rollgrube, die 1913 für die Verwendung von Rollfahrzeugen umgebaut wurde. Ab 1906 diente der Lokschuppen im Winter nur noch für anfallende Wagenreparaturen. Lokomotiv- und Kohleschuppen waren bei Einstellung des Betriebs nach Thum im Jahr 1972 bereits nicht mehr vorhanden.

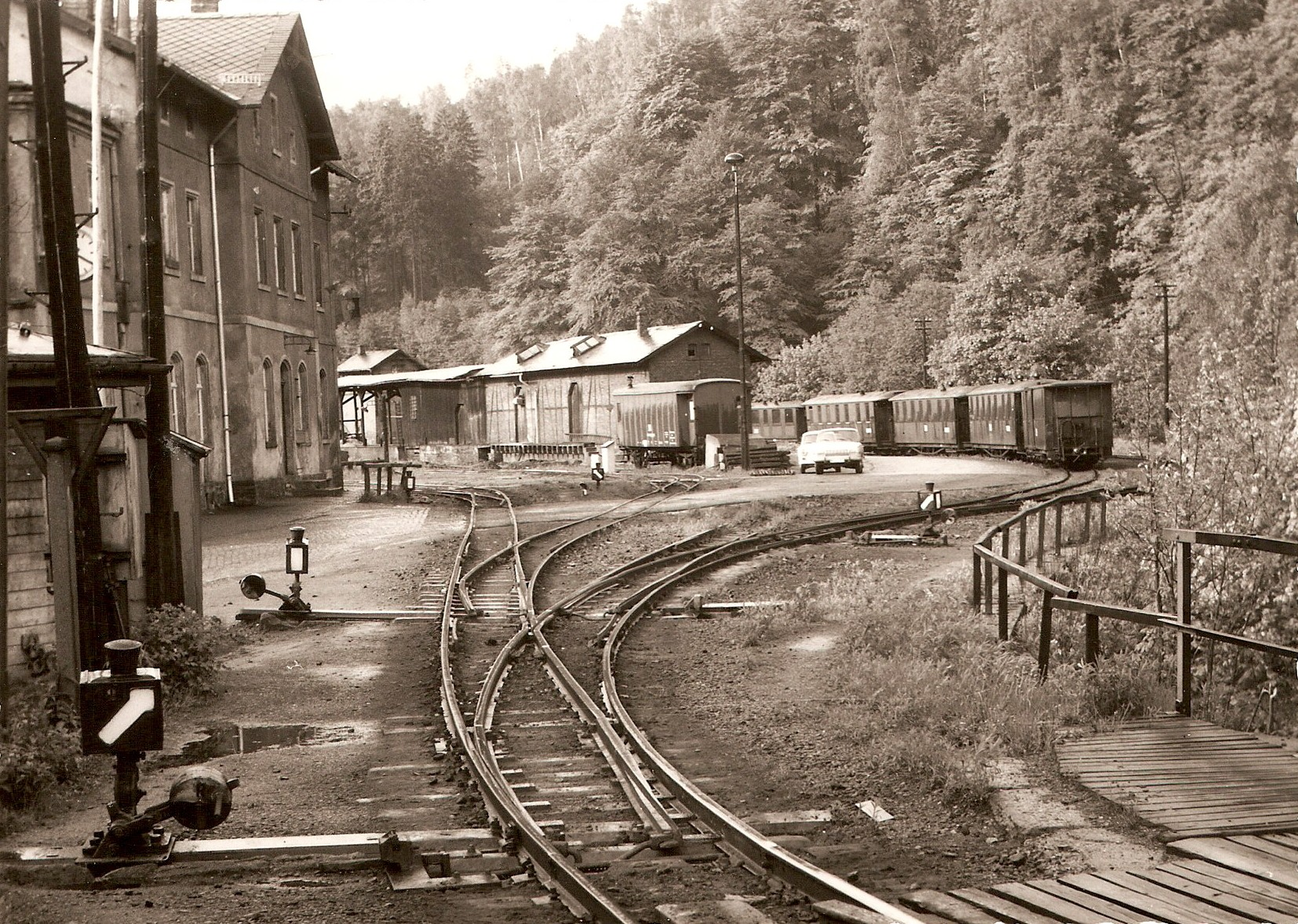
Gleisanlagen der Schmalspurbahn im Bahnhof Wilischthal, Bahnhofsgebäude, Güterschuppen
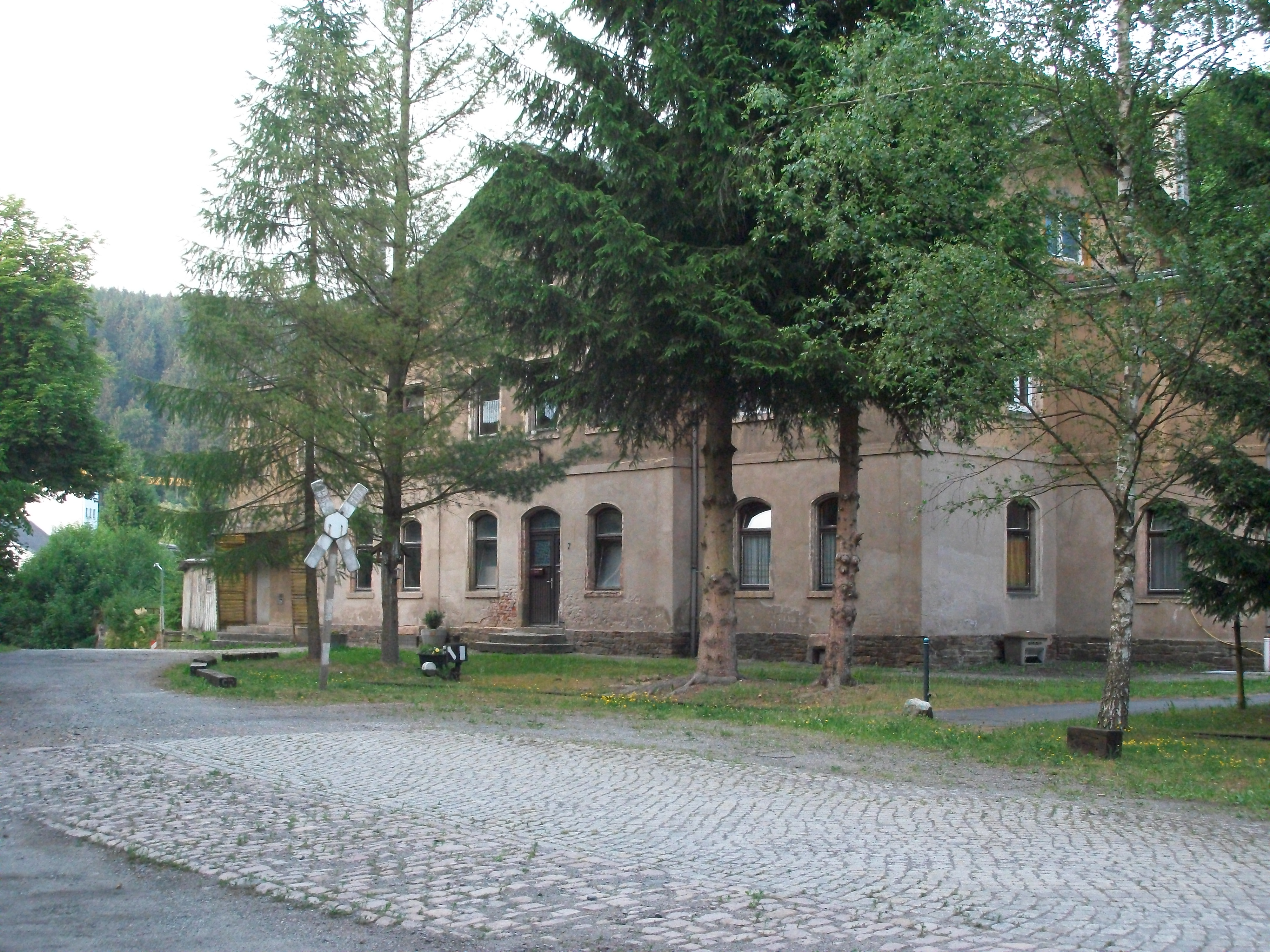
Bahnhof Wilischthal, Empfangsgebäude Schmalspurseite (2017)
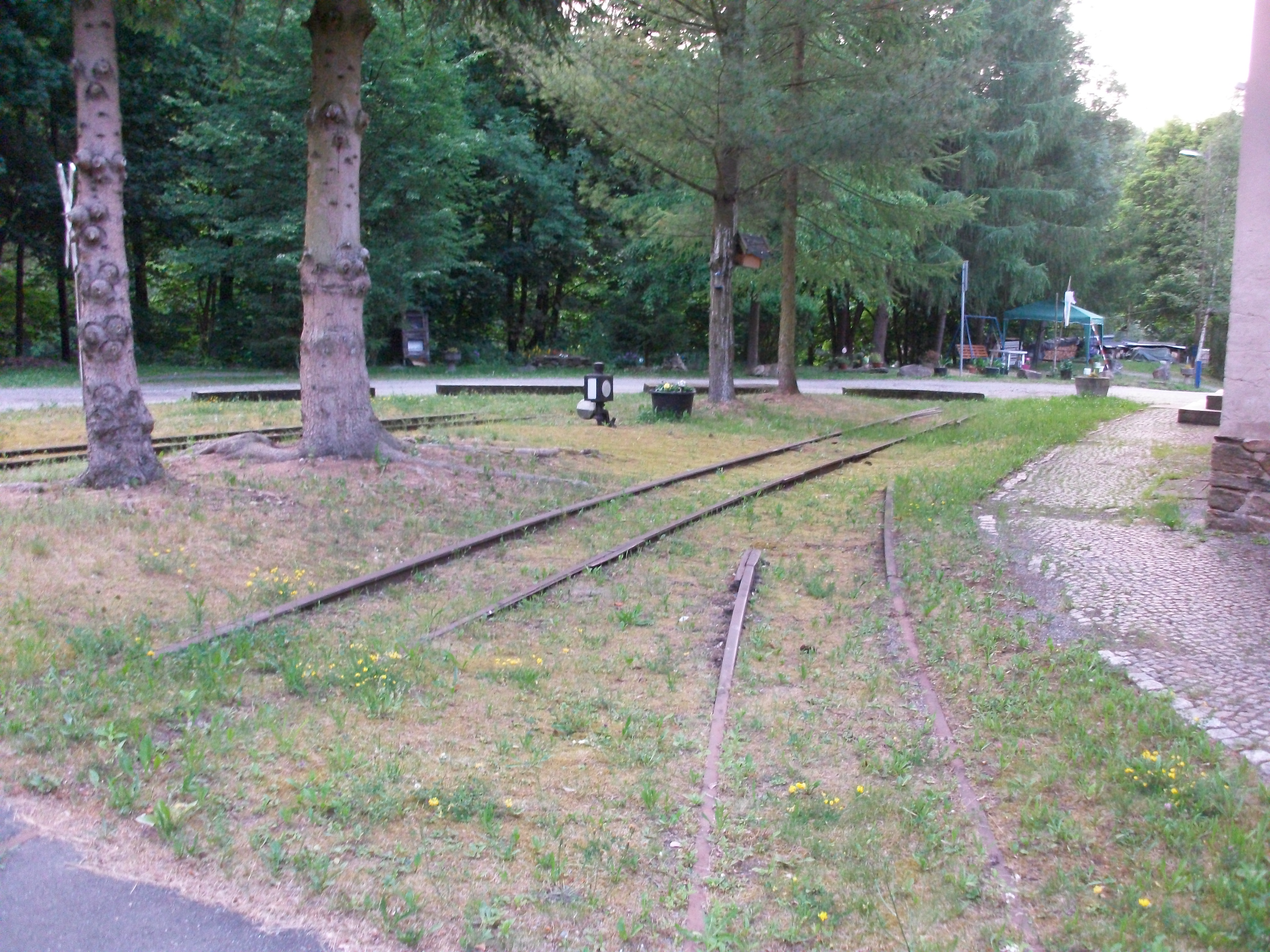
Bahnhof Wilischthal, ehemaliger Schmalspurteil (2017)

Wilischau ⊙

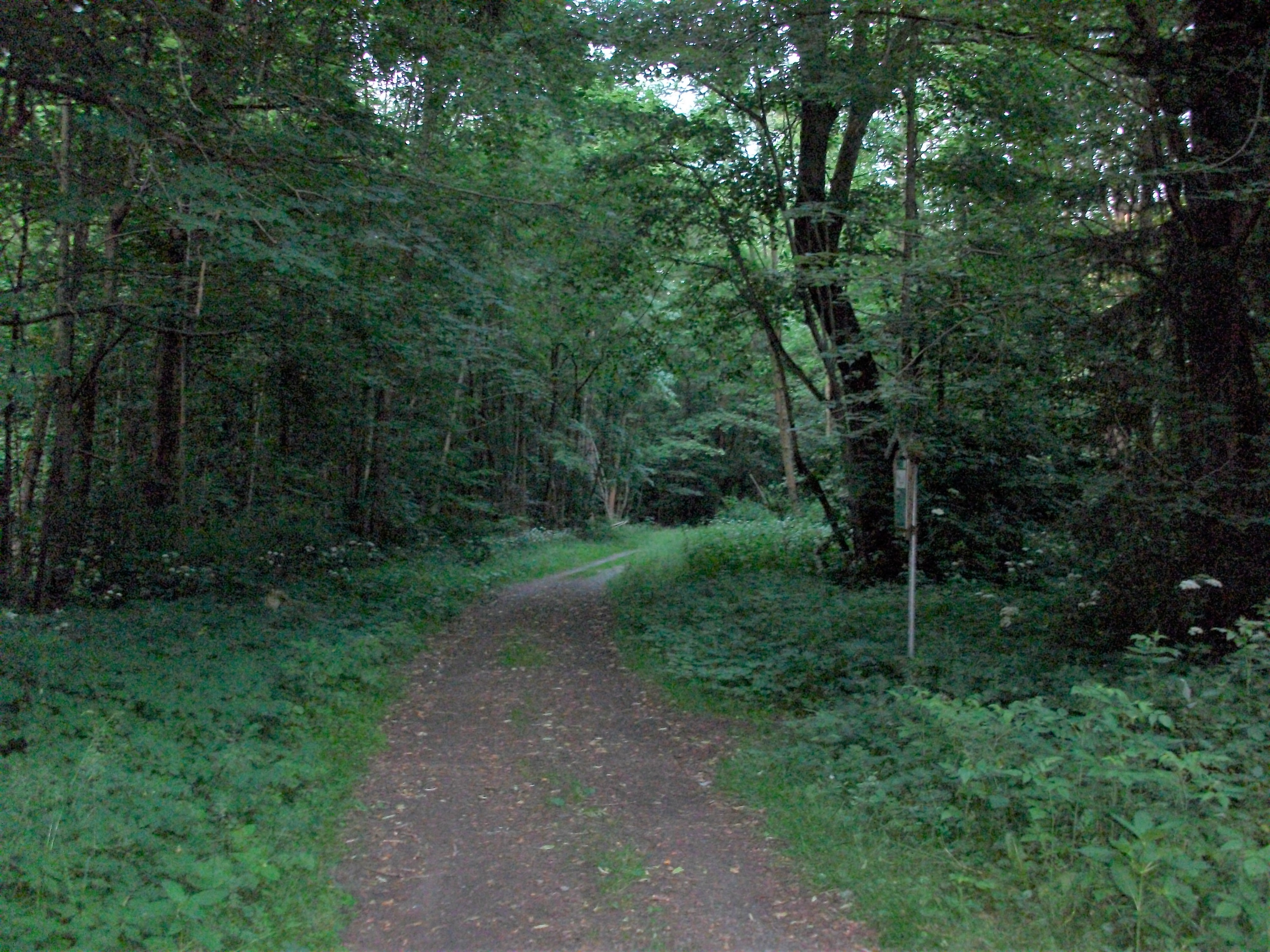
Haltepunkt Wilischau, ehemaliger Standort (2017)

Die Station in der Nähe einer Spinnerei auf dem Gebiet der Gemeinde Grießbach wurde am 1. Juni 1888 als Haltepunkt Weißbach ohne Hochbauten eröffnet. Ab 1915 wird sie als Haltepunkt Wilischau bezeichnet, später erhielt sie eine Wartehalle mit Nebenraum. Von 1925 bis zum Ende des Zweiten Weltkrieges war der Haltepunkt Wilischau Bedarfshalt. Mit dem Sommerfahrplan 1966 wurde der er mangels Bedarfs als Betriebsstelle aufgegeben. Von der Station sind heute keine Überreste mehr vorhanden.
Grießbach (Wilischthal) ⊙

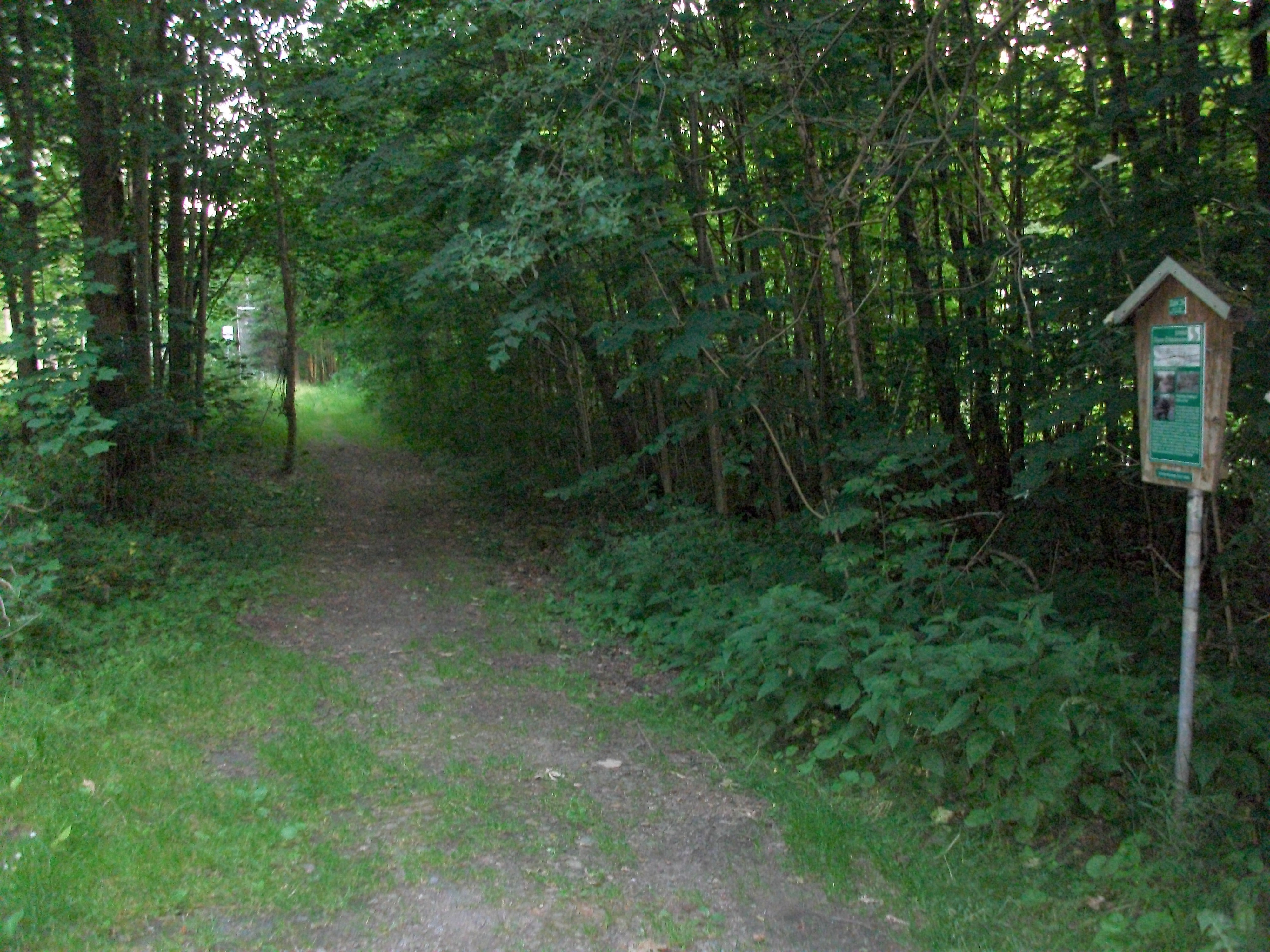
Haltestelle Grießbach (Wilischthal), ehemaliger Standort (2017)

Die Haltestelle Grießbach wurde am 25. Dezember 1886 eröffnet. Im Jahr 1905 erfolgte die Widmung zum Bahnhof und im Jahr 1910 die Umbenennung in Grießbach (Wilischthal). An der Station im Tal der Wilisch, die jeweils zwei Kilometer von den Orten Weißbach und Grießbach entfernt lag, waren zunächst keine Hochbauten vorhanden. Ab 1912/13 wurde eine Wartehalle mit einem Raum für den Güteragent sowie ein Nebengebäude mit Freiabort errichtet. In Richtung Thum befand sich hinter der Straßenkreuzung das Bahnhofsrestaurant. Im Jahr 1933 erfolgte die Herabstufung zur Haltestelle. Die Nebengleise existierten bis 1946/47. Danach diente der nunmehrige Haltepunkt nur noch dem Personenverkehr. In Richtung Thum folgte nach der Bahnhofsausfahrt eine ca. 20 Meter lange geländerlose Brücke über die Wilisch. Von der einstigen Station existieren heute nur noch Fundamentreste der Wartehalle. In der Nähe befindet sich heute eine Bushaltestelle.
Gelenau ⊙
Die Haltestelle Gelenau wurde 1886 mit Eröffnung der Bahnstrecke als Haltestelle mit Wartehäuschen, Güterschuppen und Freiabtritt in Betrieb genommen. Zum Bestand zählte ein Anschlussgleis für das „Textil-Syndikat“.
Aufgrund des steigenden Verkehrsaufkommen wurde die Haltestelle im Jahr 1905 zum Bahnhof erhoben, an dem nun auch Zugkreuzungen stattfinden konnten. Das Wartehäuschen wurde nun durch ein massives Gebäude ersetzt. Eine Besonderheit war die „spitze“ Hausecke wegen einer angrenzenden Straße. Ende der 1920er Jahre erhielt der Bahnhof ein zweites Ladestraßengleis. Am 29. Mai 1972 ging der Bahnhof Gelenau außer Betrieb.

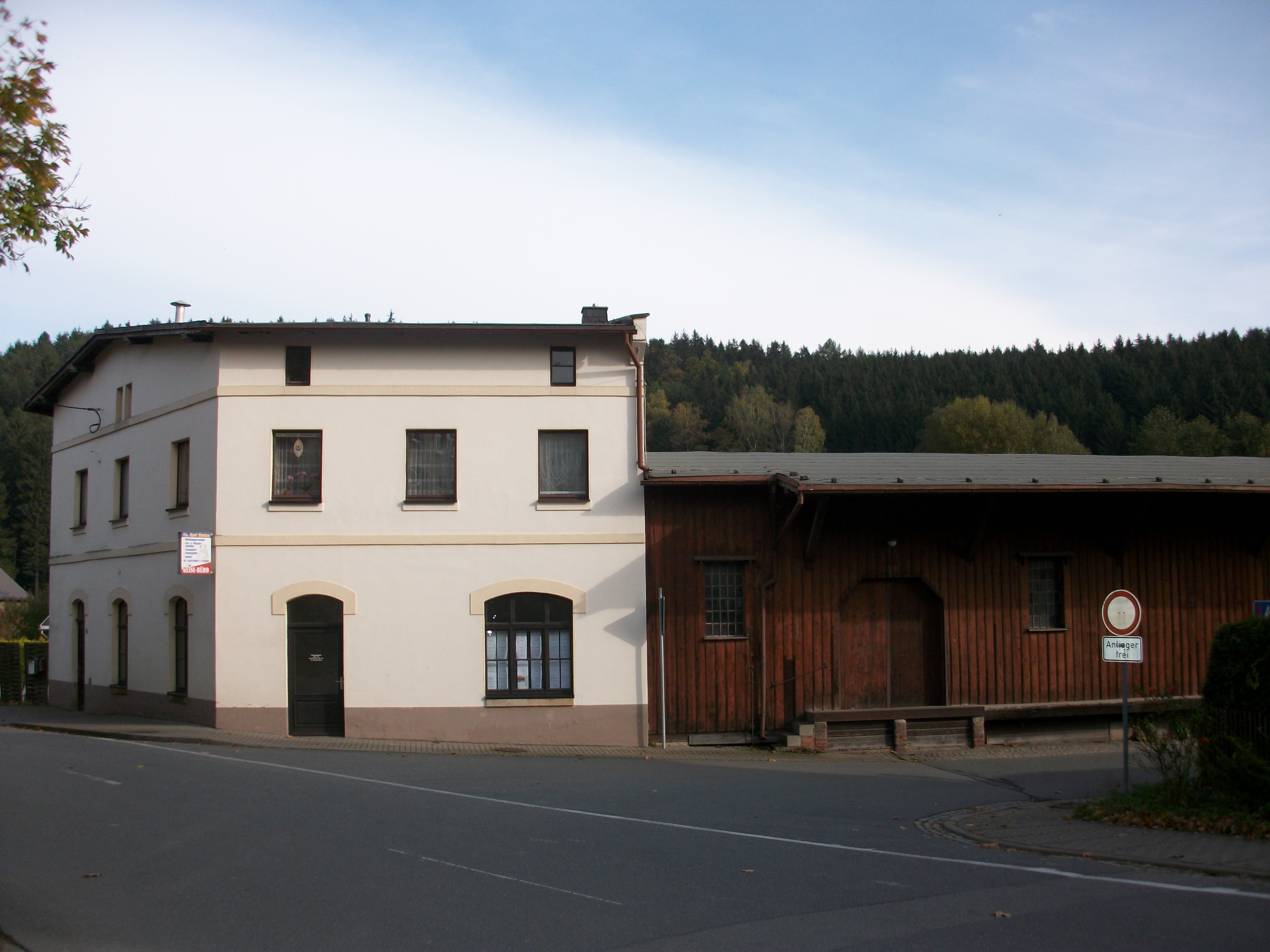
Bahnhof Gelenau (2016)
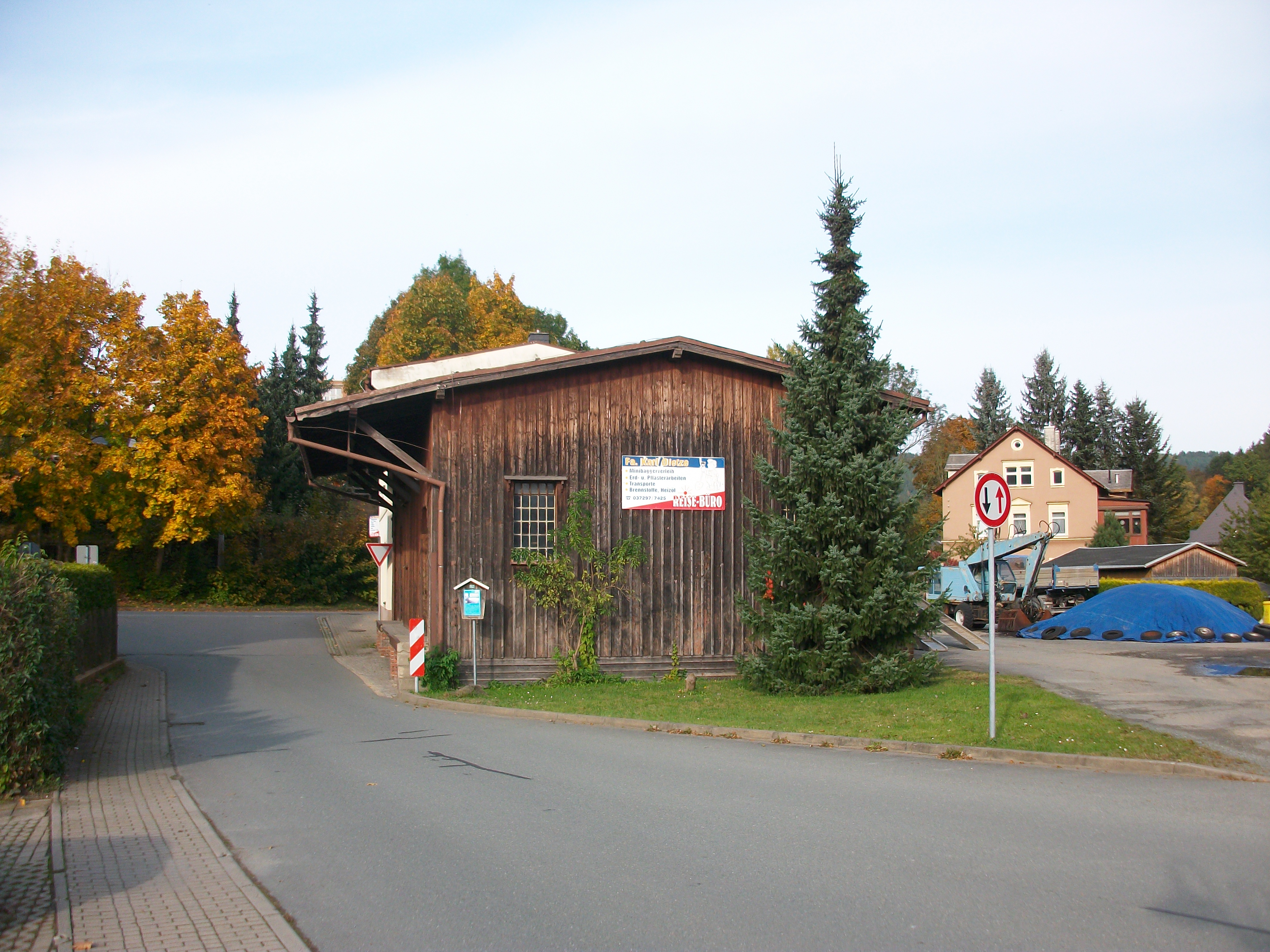
Bahnhof Gelenau, Güterschuppen

Venusberg ⊙

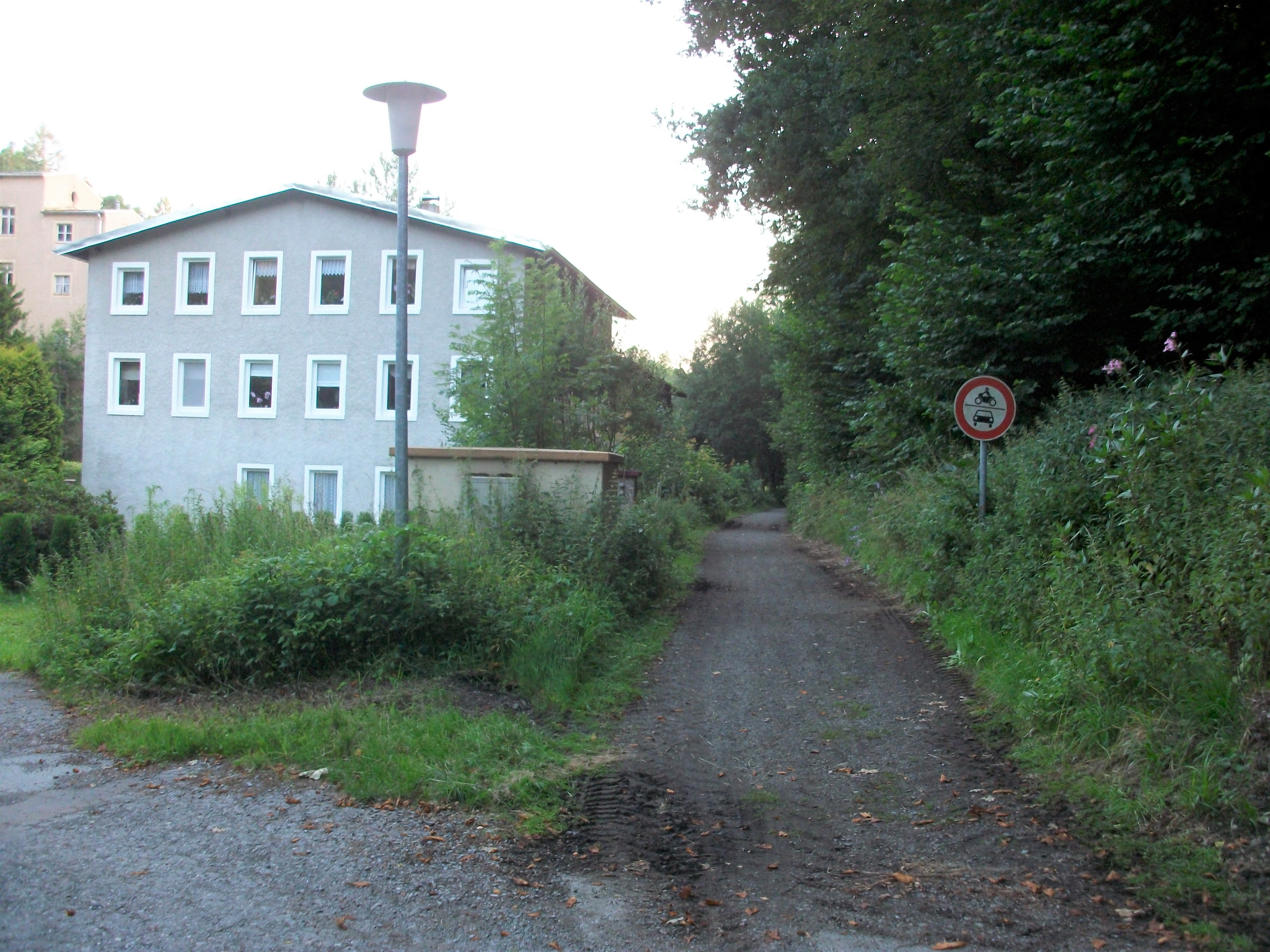
Ehemaliger Haltepunkt Venusberg (2017)

Der Haltepunkt Venusberg wurde im Jahr 1888 auf Wunsch der Firma Gebr. Schüller eingeführt, um für die Arbeiter der Spinnerei Venusberg I eine Haltestelle zu errichten. Im Jahr 1902 erfolgte auf Antrag der gleichen Firma die Verlegung einen Kilometer nach Süden in den Ort Spinnerei. Das von Streckengleis nach links abzweigende Anschlussgleis bestand noch bis in die 1930er Jahre. Er endete nach der Querung der Wilisch an den Gebäuden.
Venusberg-Spinnerei ⊙
Der Haltepunkt Venusberg-Spinnerei wurde im Jahr 1902 von der nördlicher im Wilischtal gelegenen Spinnerei Venusberg I hinter die nach Gelenau führende Straße bei der Spinnerei Venusberg II im Venusberger Ortsteil Spinnerei verlegt. Die Station besaß einen Fabrikanschluss. 1956/57 wurde dieser zum umfangreichsten Anschluss des Thumer Netzes erweitert und durch den Anschlusskunden mit einer eigenen Diesellok vom Typ Ns 4, die sich heute im Besitz der IG Preßnitztalbahn befindet, bedient. Im Zuge des Umbaus wurde das Wartehäuschen und der 1912 erbaute Freiabort in Richtung Thum versetzt und ein Lokschuppen errichtet. Auf dem Areal im Norden von Spinnerei befindet sich heute ein Parkplatz. Der ehemalige Lokschuppen der Anschlussbahn wird heute als Garage genutzt. In Richtung Thum wurde hinter der Station die Herolder Straße gekreuzt.

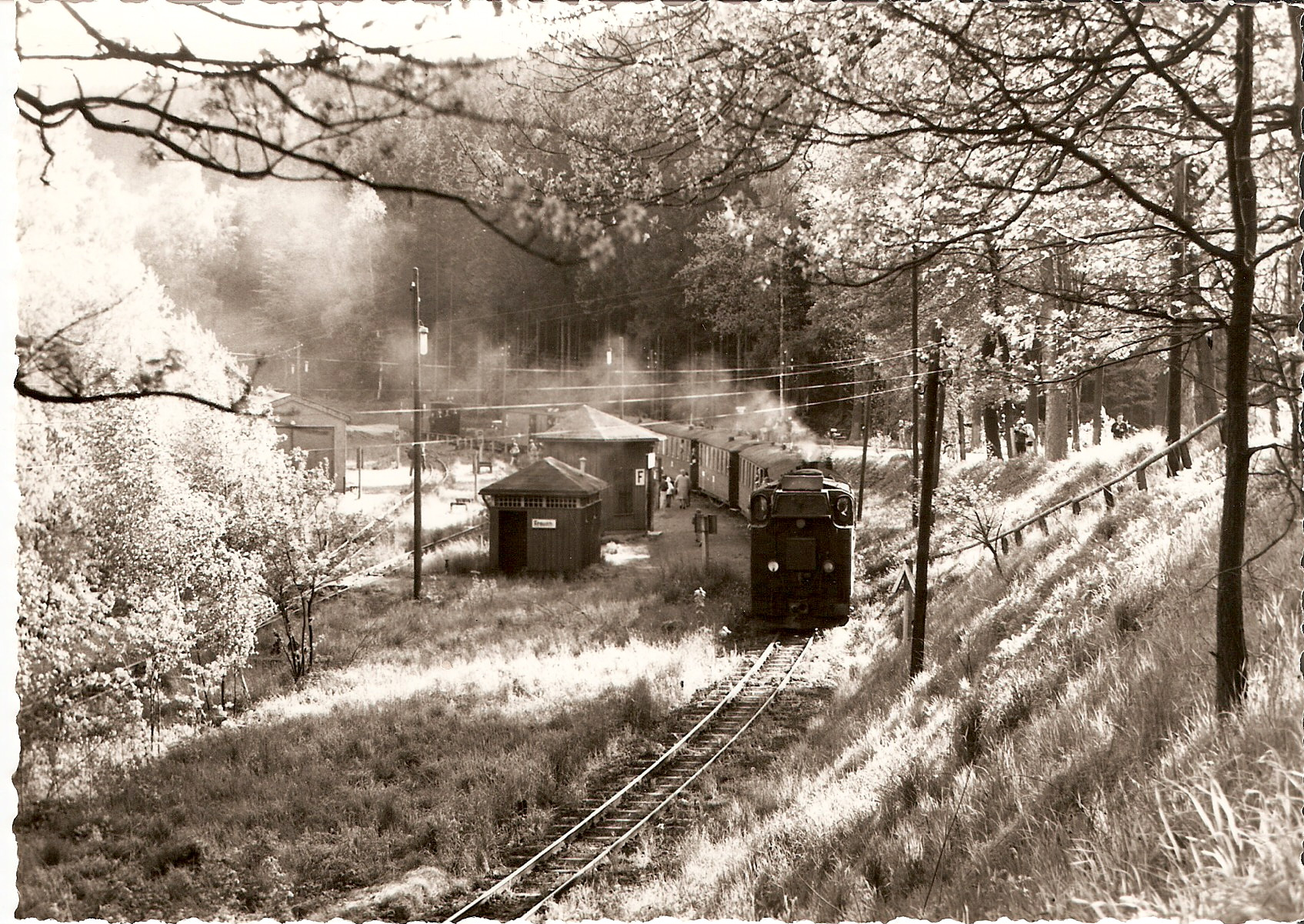
Historisches Foto vom Haltepunkt Venusberg-Spinnerei
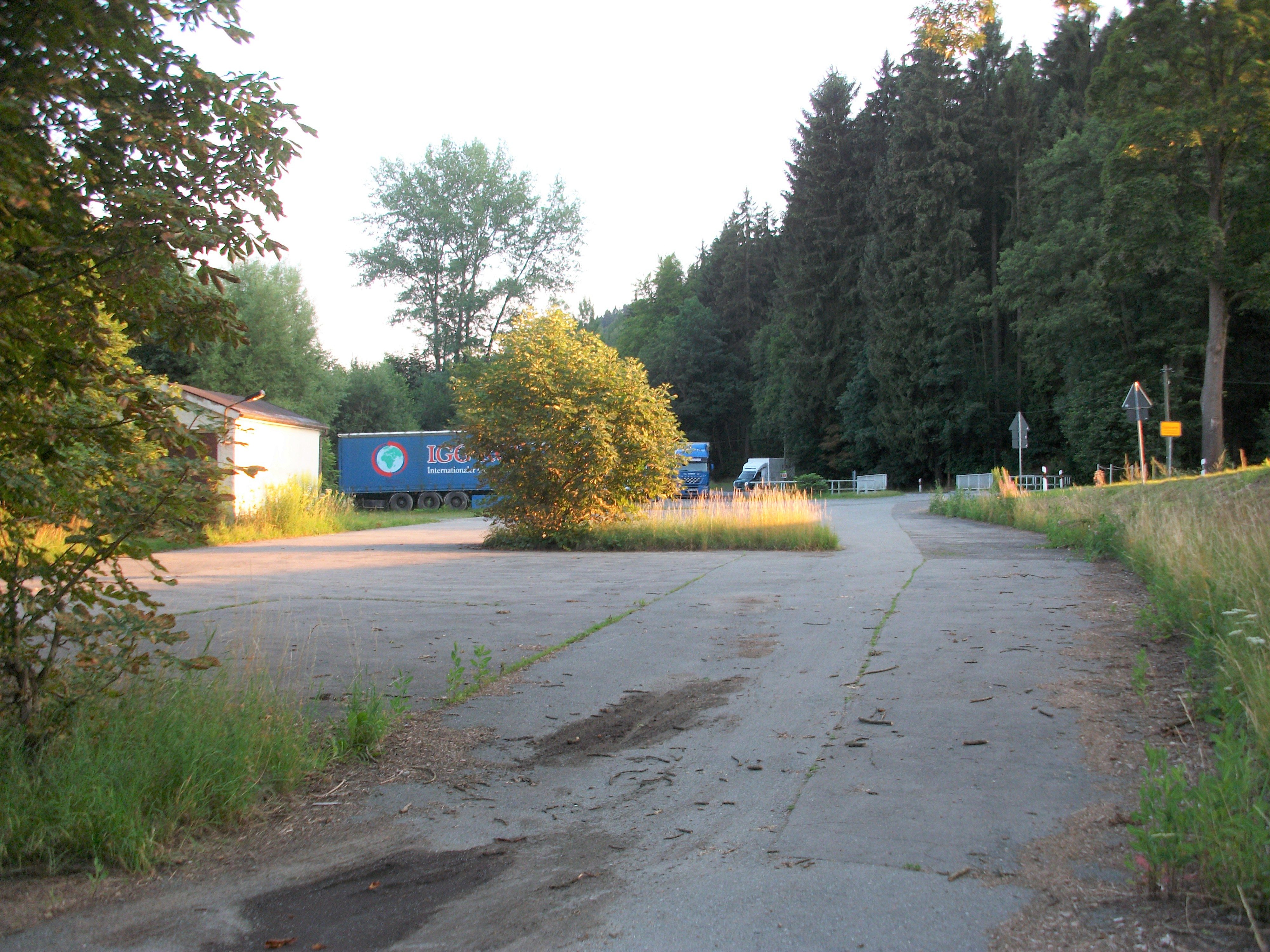
Ehemaliger Haltepunkt Venusberg Spinnerei mit Lokschuppen (2017)

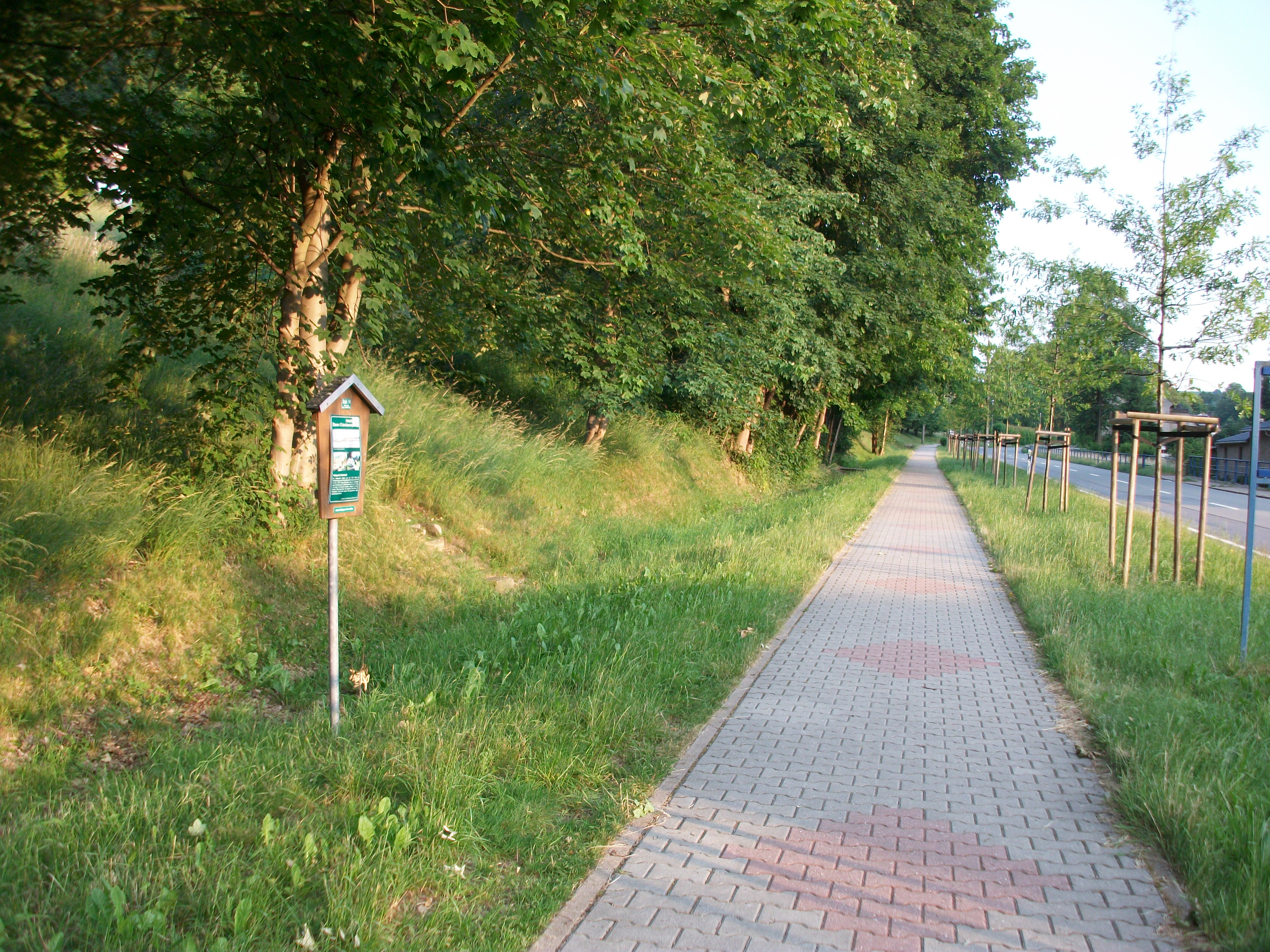
Ehemaliger Haltepunkt Unterherold, Blick in Richtung Thum (2017)

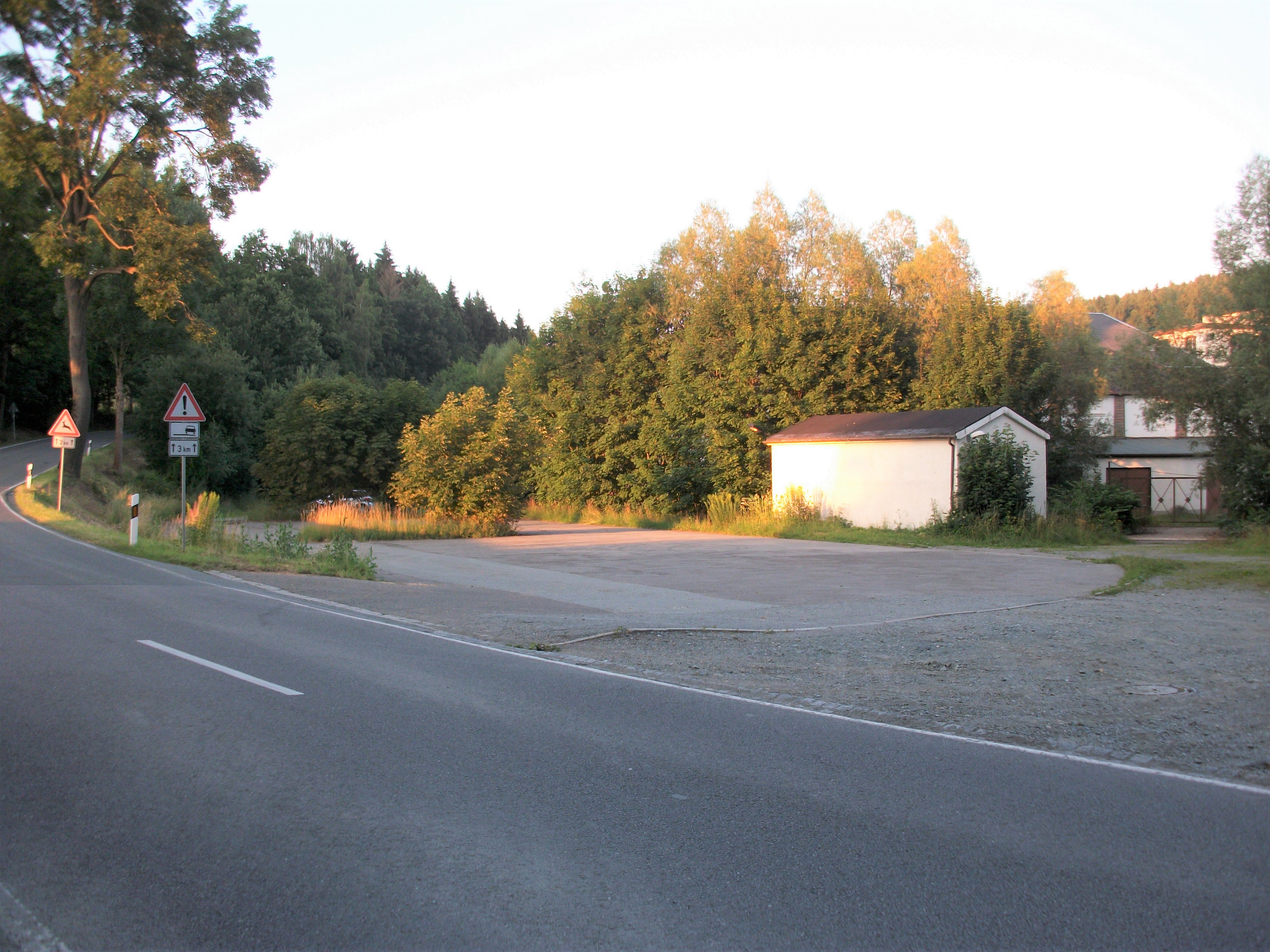
Ehemaliger Haltepunkt Venusberg Spinnerei mit Lokschuppen (2017)

Unterherold ⊙
Am 15. Dezember 1886 wurde die Haltestelle Unterherold eröffnet. 1910 wurde diese abgebaut und etwa 70 Meter in Richtung Thum hinter die Straßenkreuzung verschoben. Sie besaß einen Bahnsteig von 130 Metern Länge. Zwischen 1925 und 1928 war die Station geschlossen.
Der Haltepunkt war dafür berühmt, das angeblich kleinste Empfangsgebäude der DR zu besitzen. Als Unterstellmöglichkeit diente ein zweiachsiger Wagenkasten der Gattung 760/761 ohne Schiebetür. Erst Anfang der 1990er Jahre wurde er abgerissen.
Mittelherold ⊙

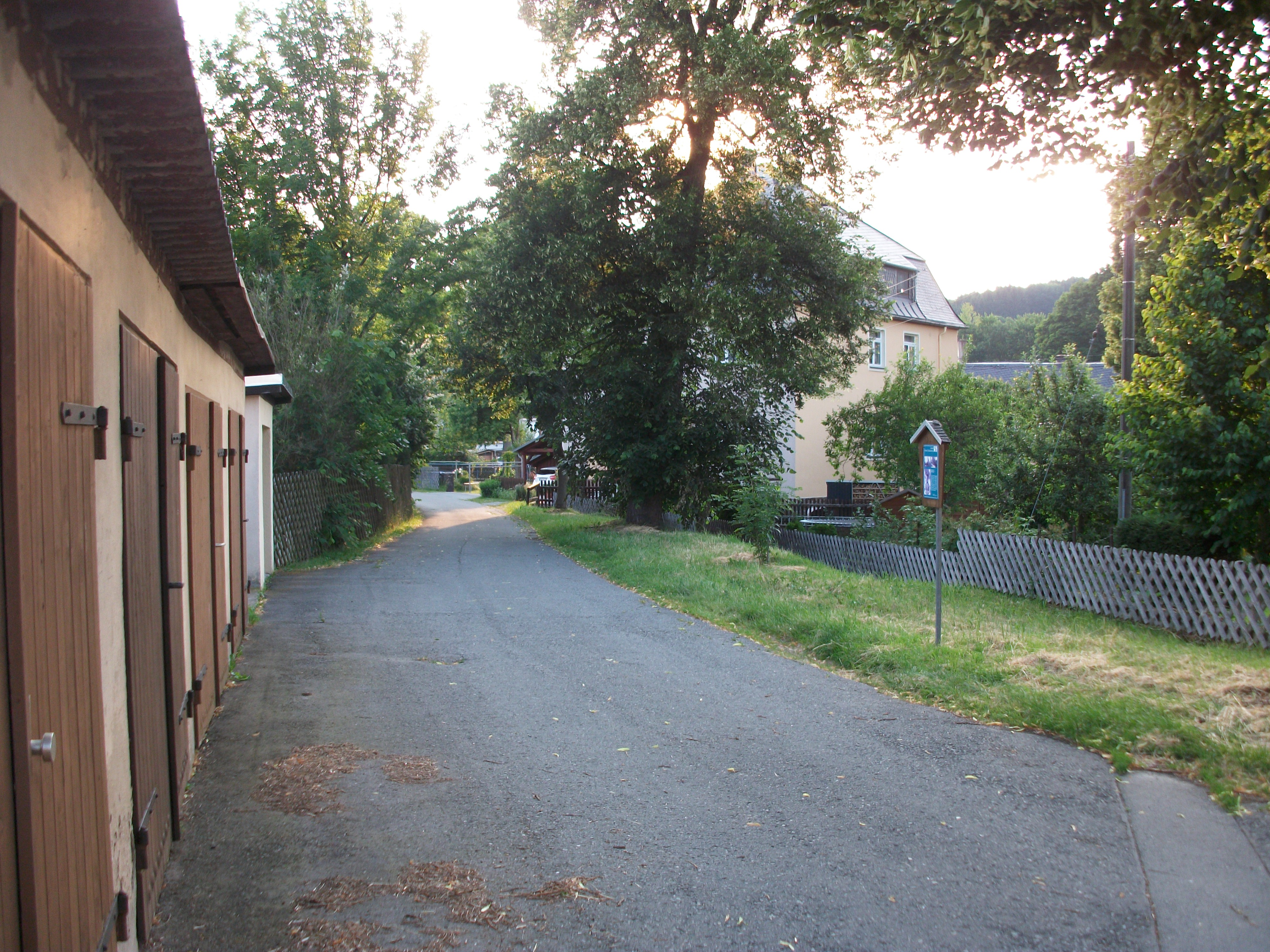
Ehemaliger Haltepunkt Mittelherold, Blick in Richtung Thum (2017)

An diesem Haltepunkt Mittelherold existierten zunächst keine Hochbauten. Ab 1927/28 gab es ein Wartehäuschen und ein Nebengebäude mit Freiabort. Das Nebengebäude wurde später abgerissen. Die hölzerne Wartehalle wurde im Jahr 2005 abgerissen.
Herold (Erzgeb) ⊙
Die ursprüngliche Haltestelle Oberherold bestand seit der Streckeneröffnung. An Hochbauten waren ein Warteraum mit Güteragentur, ein Nebengebäude mit Freiabtritt sowie ein zweiständiger Lokschuppen vorhanden. Die Haltestelle war der erste Knotenpunkt des Thumer Netzes und der erste schmalspurige Knotenpunkt im Erzgebirge. Aus Richtung Wilischthal verkehrten die Züge zum alten Bahnhof nach Ehrenfriedersdorf, in Oberherold zweigte die Strecke nach Thum ab. Im Jahr 1905 wurde die Station zum Bahnhof erhoben. Mit der Stilllegung der Strecke nach Ehrenfriedersdorf im Jahr 1906 verlor der zweiständige Lokschuppen mit Wasserstation seine Bedeutung. Durch den Ausbau des Streckennetzes verlagerte sich der Knotenpunkt von Oberherold nach Thum.
Ab dem Sommerfahrplan 1942 wurde die Station als Bahnhof Herold (Erzgebirge) bezeichnet. Das Ensemble aus Empfangsgebäude, hölzernem Abort und Lokschuppen sind in restauriertem Zustand erhalten. Nach der Stilllegung der Station am 29. Mai 1972 übernahmen die „Herolder Heimatfreunde“ die Gebäude. Nach der Gründung der „Herolder Eisenbahnfreunde“ im Jahr 1997 werden die Gebäude schrittweise saniert und von diesen genutzt. Im September 1999 wurde ein einflügeliges Gittermastformsignal von der aufgelassenen Station Königswalde (Erzgeb) ob Bf an der Bahnstrecke Weipert–Annaberg-Buchholz unt Bf nach Herold (Erzgeb) umgesetzt. Der Bahnhof ist Station der Dampfbahn-Route Sachsen.

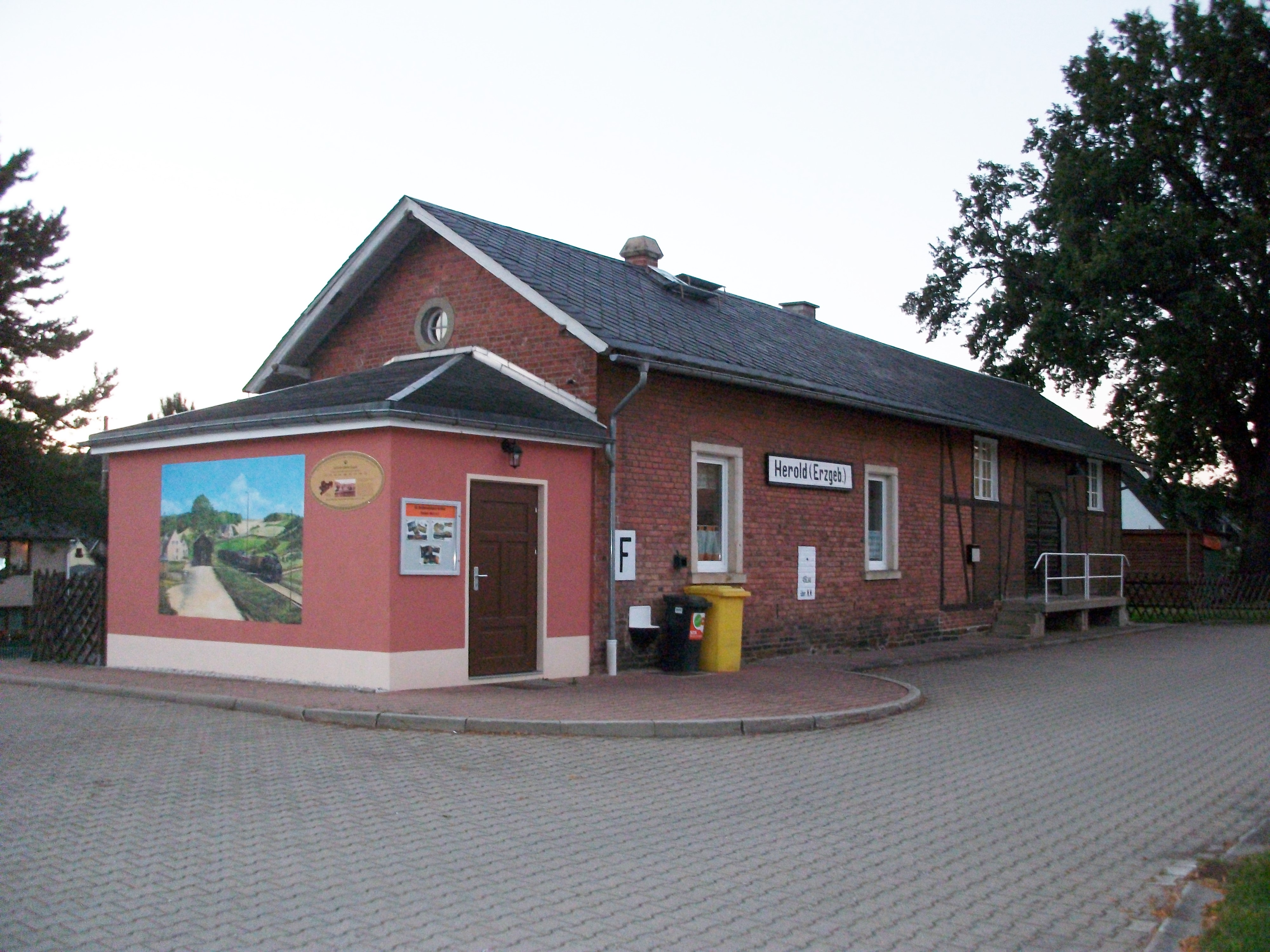
Bahnhof Herold (Erzgeb), Empfangsgebäude (2016)
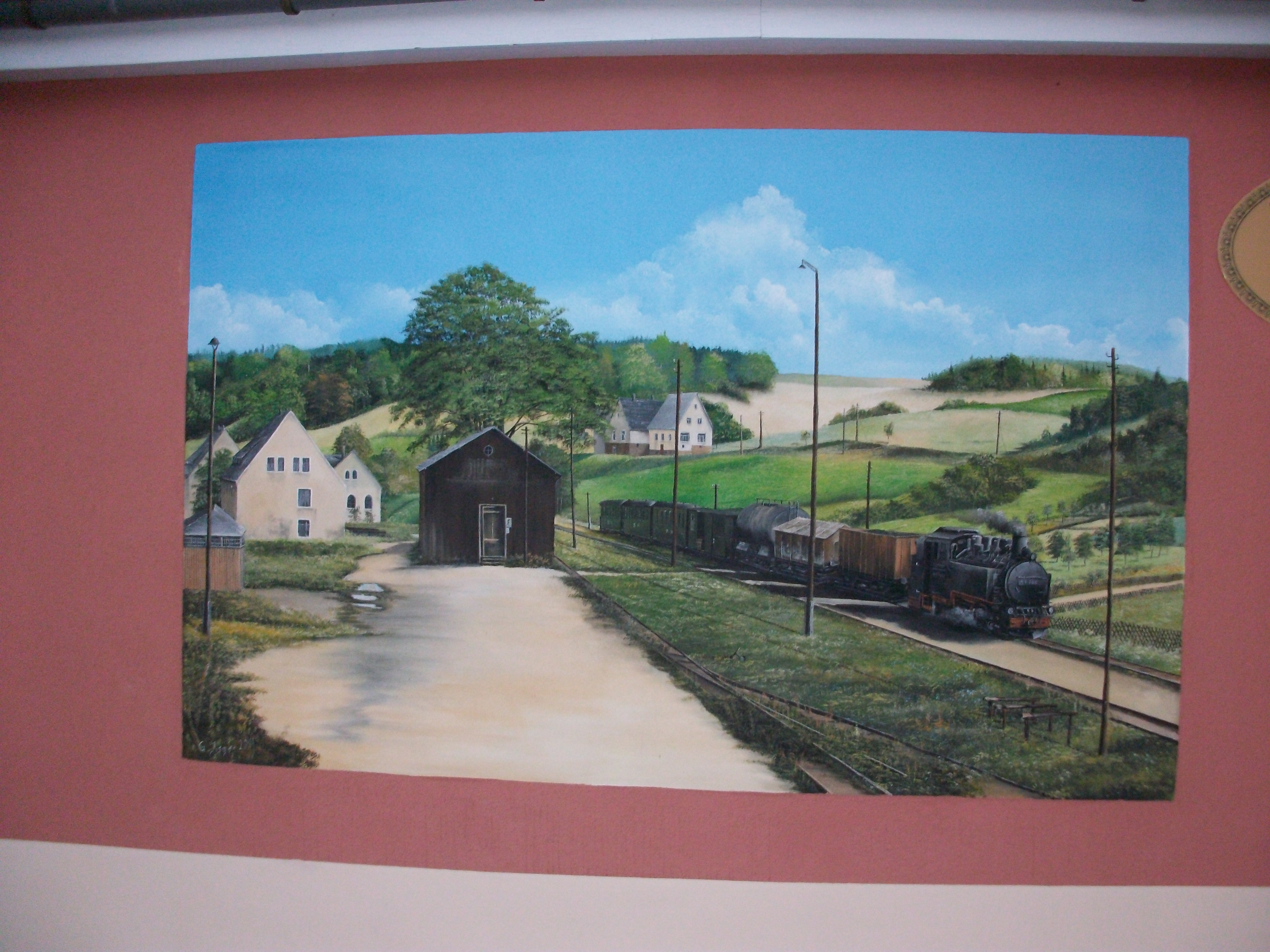
Bahnhof Herold (Erzgeb), histor. Gemälde am Empfangsgebäude (2016)
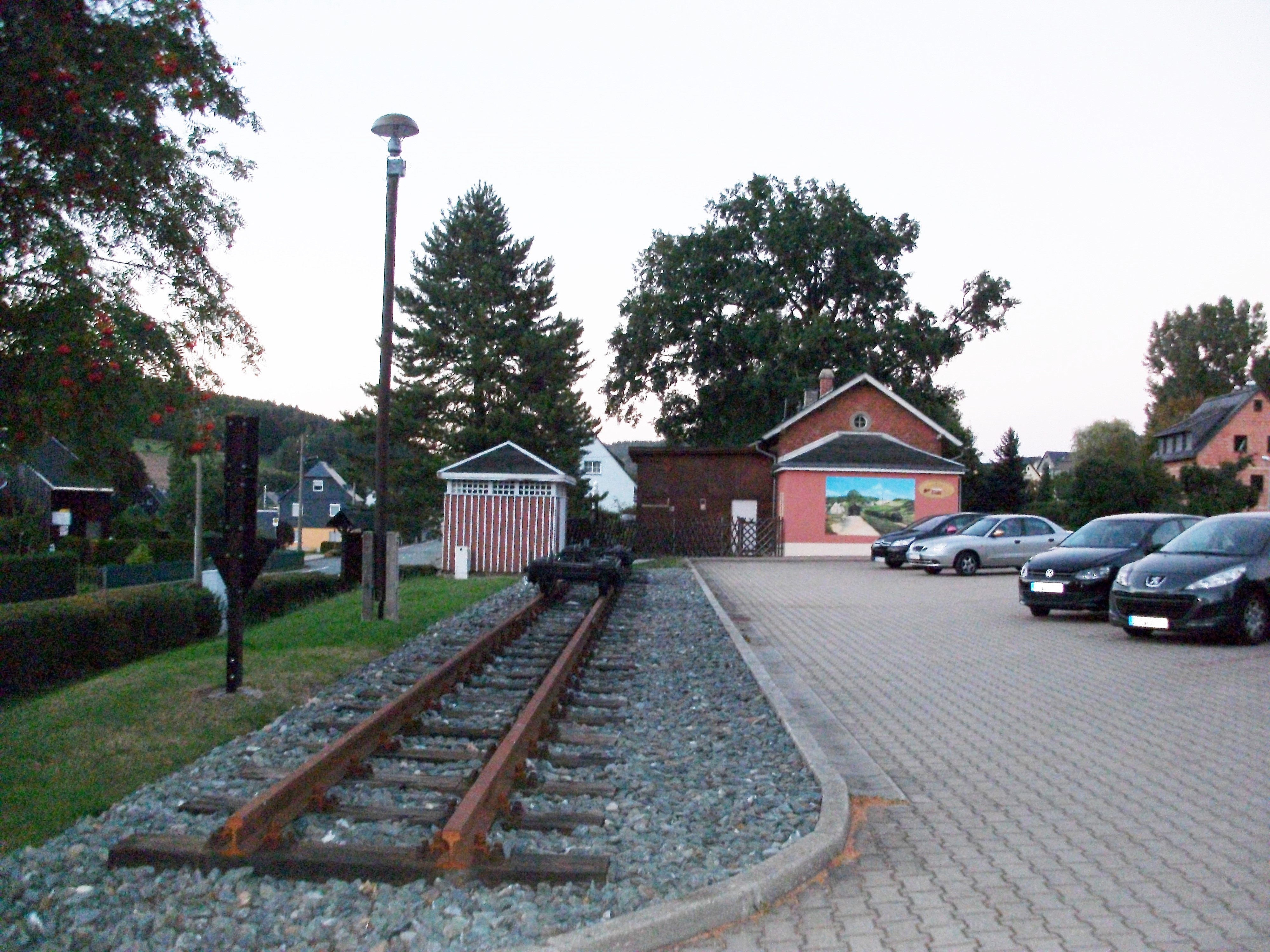
Bahnhof Herold (Erzgeb) in Oberherold (2016)
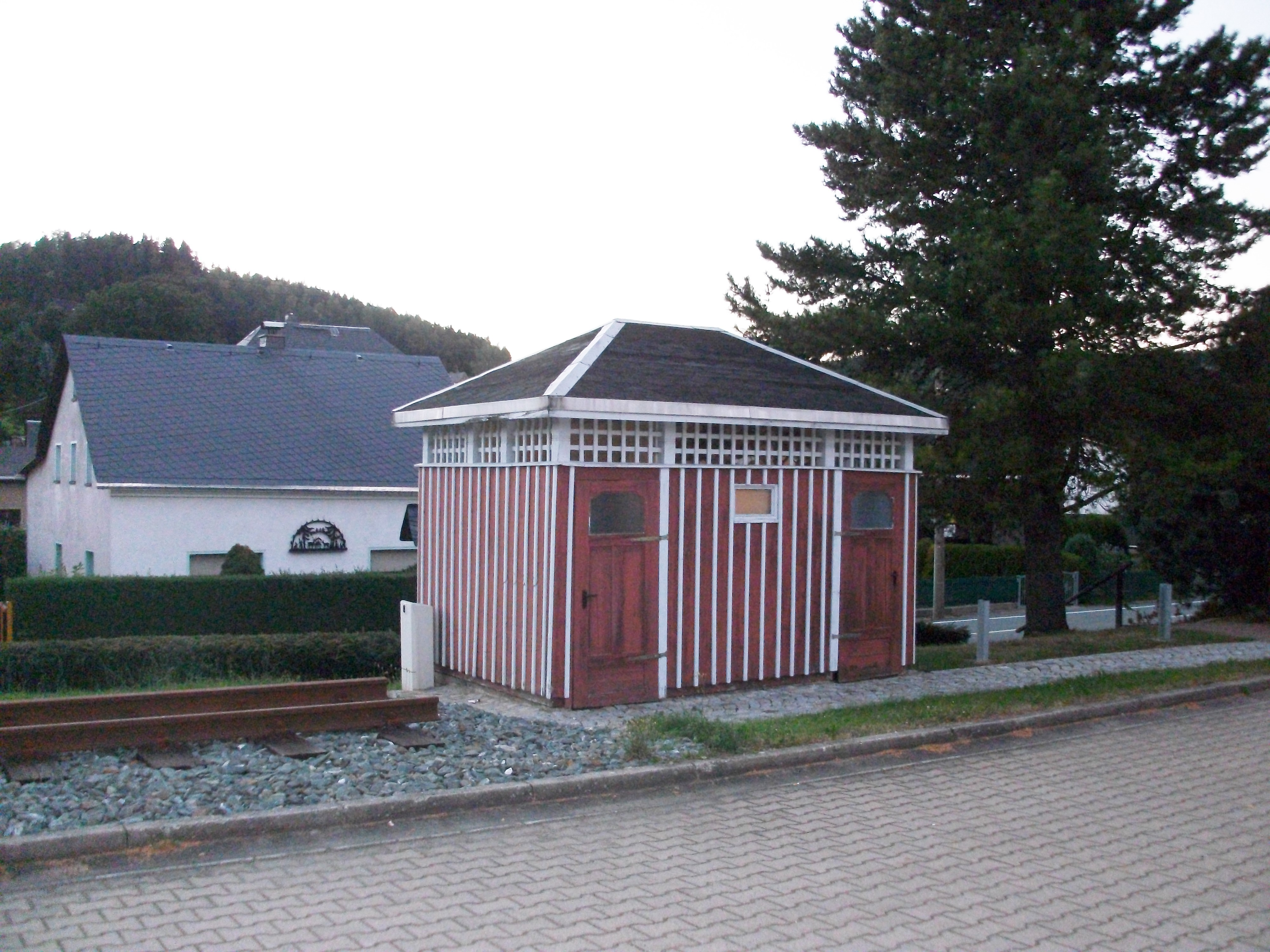
Bahnhof Herold (Erzgeb), Abort
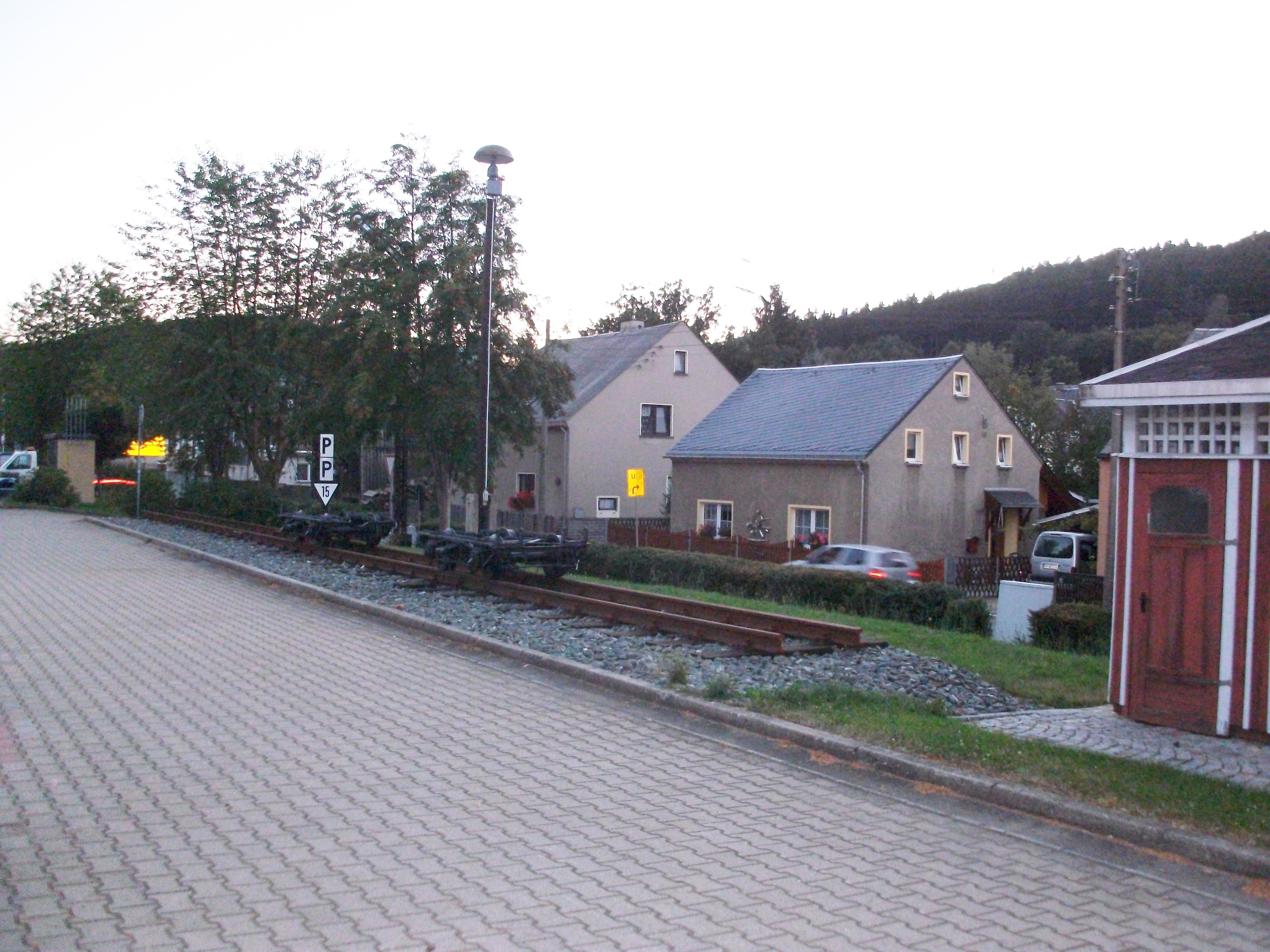
Bahnhof Herold (Erzgeb), neu errichtetes Gleisstück (2016)
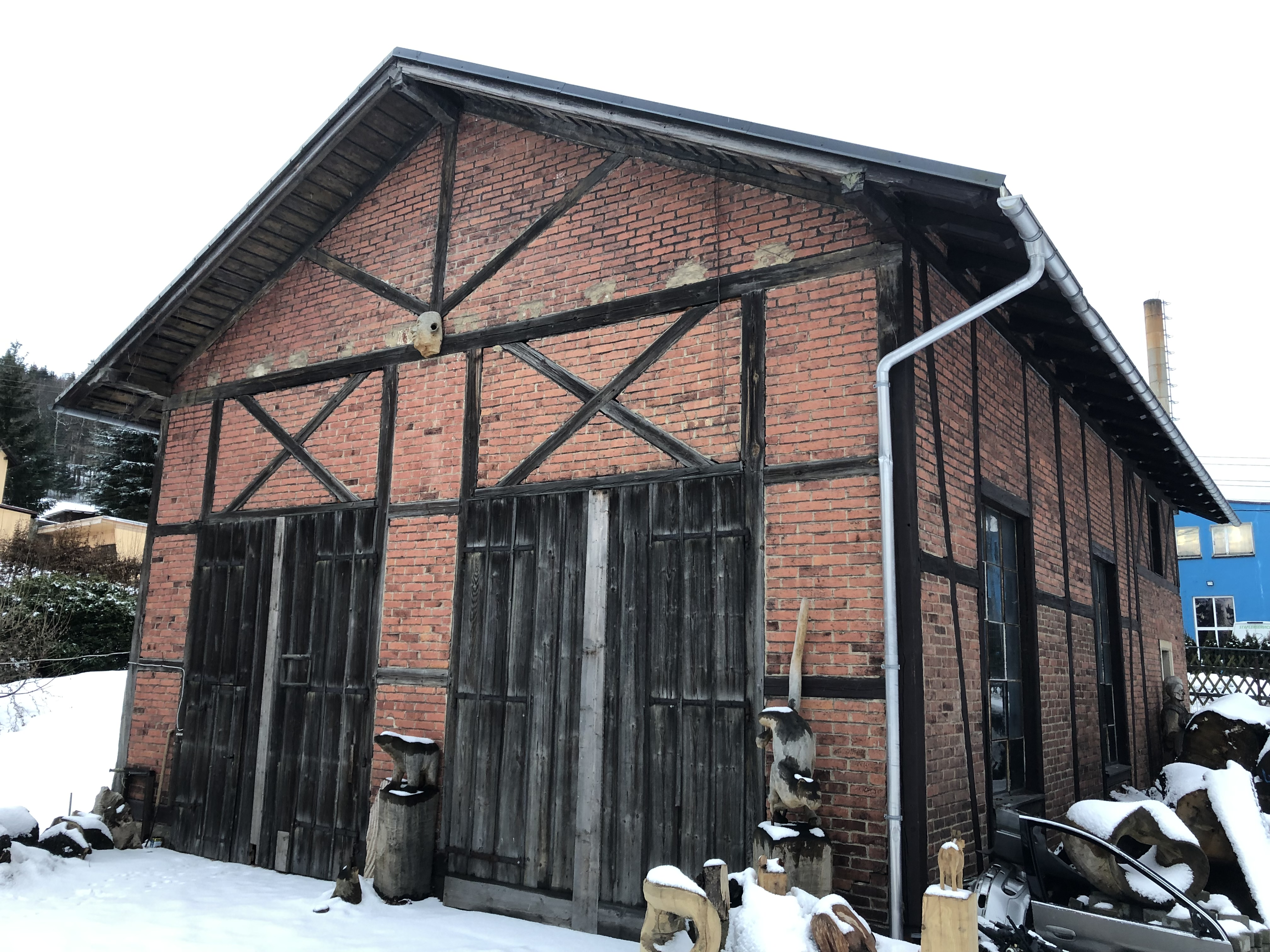
Bahnhof Herold, ehemaliger Lokschuppen (2019)

Ehrenfriedersdorf (bis 1906) ⊙

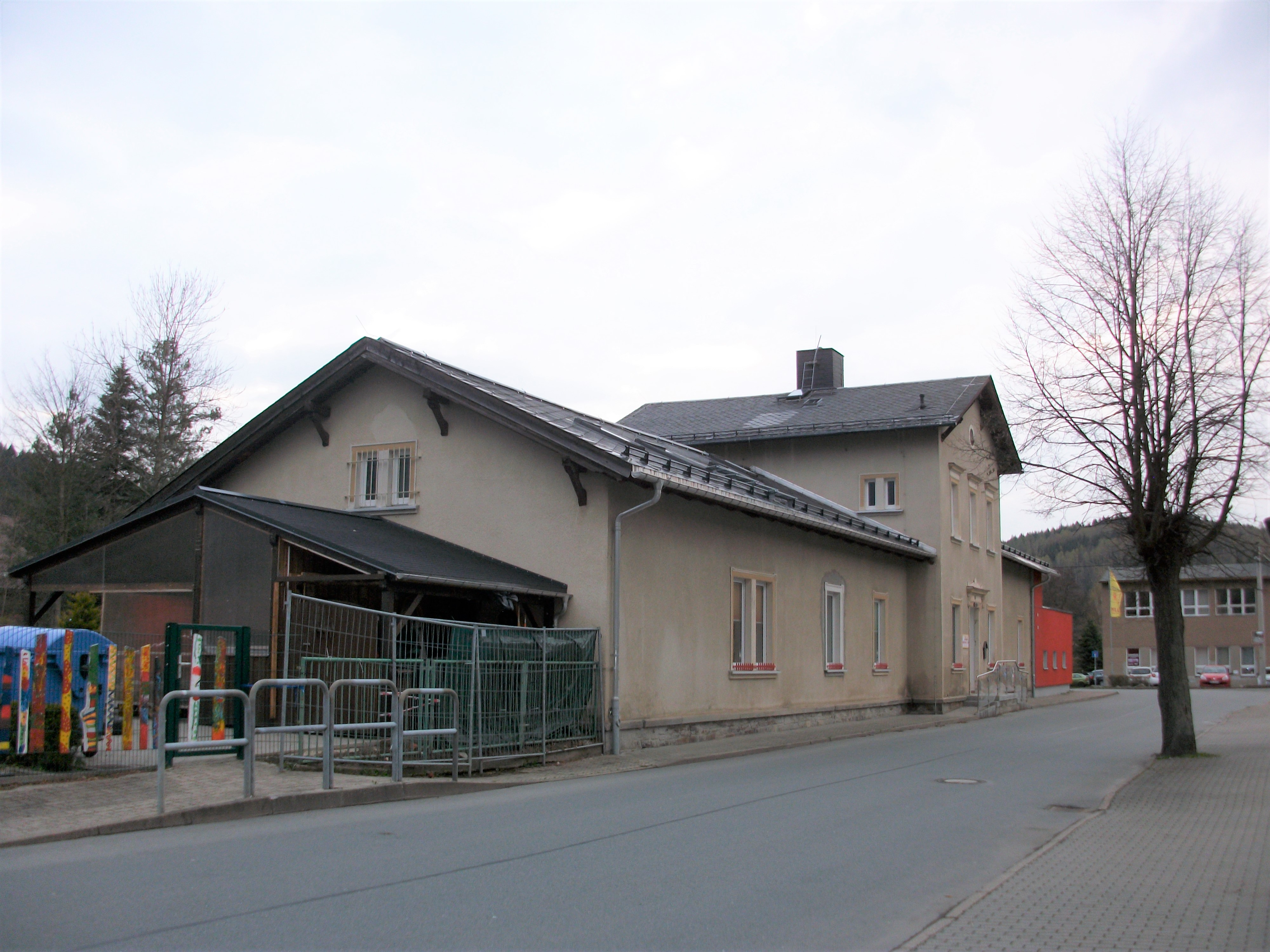
Bahnhof Ehrenfriedersdorf (bis 1906), Empfangsgebäude (2017)

1886 bis 1906 war Ehrenfriedersdorf der Endbahnhof der Strecke und Sitz der Bahnverwaltung. Es wurden errichtet: ein Bahnhofsgebäude mit Güterschuppen, ein Freiabort, ein zweiständiger Lokschuppen und eine Gleisbrückenwaage. Nach 1906 wurden die Gebäude vermietet und die Gleise bis 1909 abgebaut. Zusammen mit der Strecke Geyer–Thum wurde ein neuer Bahnhof errichtet und 1906 in Betrieb genommen. Das Empfangsgebäude des ersten Ehrenfriedersdorfer Bahnhofs in der Wettinstraße beherbergt heute eine Kindertagesstätte.
Thum (bis 1906) ⊙

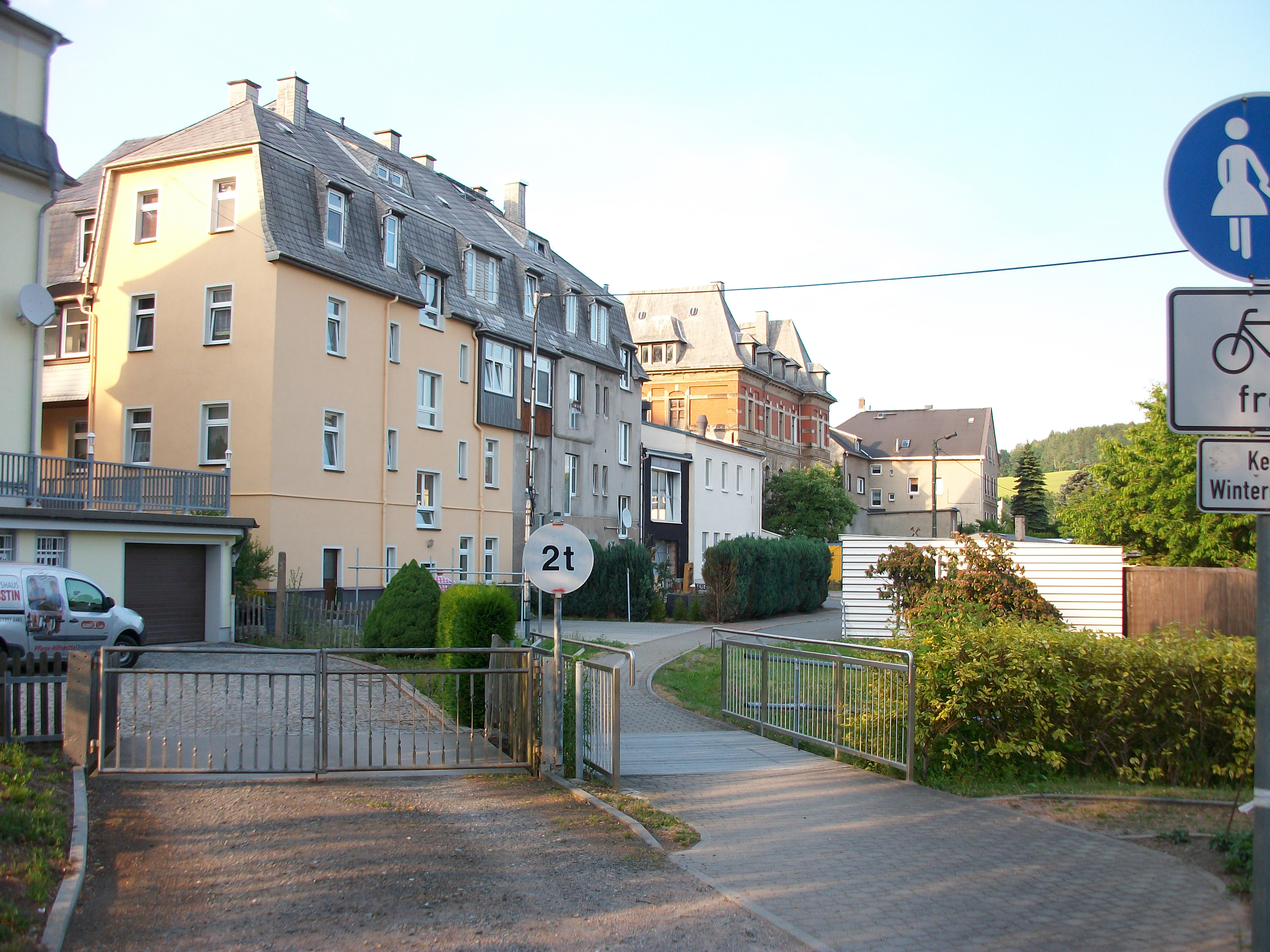
Standort ehem. Haltestelle Thum (2017)

In Thum bestand als Endpunkt des Streckenasts von Oberherold ab 1886 auf Höhe des Postamtes zunächst nur eine Haltestelle mit Wartehäuschen. Sie befand sich kurz hinter dem Bahnübergang der Fernverkehrsstraße Chemnitz–Annaberg-Buchholz (heutige Bundesstraße 95). Die Betriebsstelle hatte vier Gleise mit insgesamt neun Weichen. Auf den Bau eines Empfangsgebäudes war verzichtet worden, dessen Aufgabe übernahm der Güterschuppen mit angebautem Dienstraum. Anlagen zur Restauration der Lokomotiven existierten nicht. Am 1. Mai 1905 wurde die Station zum Bahnhof erhoben. Infolge des Baus der Strecke von Geyer, an der ein neuer Bahnhof entstand, wurde die Betriebsstelle bereits im folgenden Jahr 1906 aufgelassen. Sämtliche Hochbauten wurden abgerissen. Auf dem ehemaligen Stationsgelände begann nun ein ansteigender Damm, der im Anschluss über eine Brücke die Färberstraße und den Jahnsbach überspannte und anschließend im neuen Thumer Bahnhof endete.
Thum ⊙

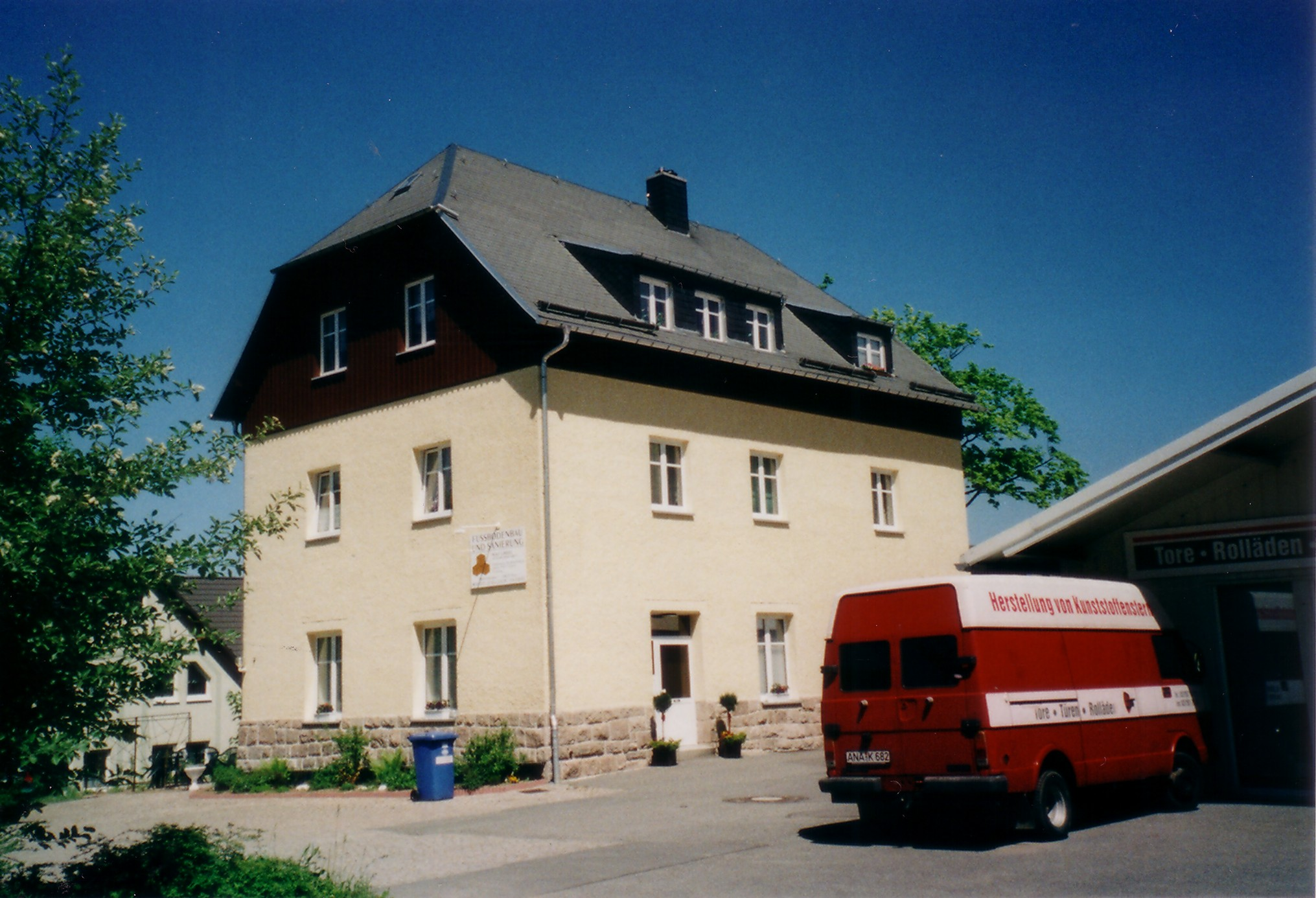
Ehemaliges Empfangsgebäude des Bahnhofs Thum (2000)

Im Jahr 1906 entstand im Zusammenhang mit dem Bau der Strecke Geyer–Thum ein neuer Bahnhof, der als Betriebsmittelpunkt des sogenannten „Thumer Netzes“ fungierte. In diesem Zuge wurde die nordwestlich des neuen Bahnhofs gelegene und seit 1886 existierende Haltestelle Thum aufgelassen.
Der Bahnhof Thum war von Mai 1906 bis zur Schließung 1975 betrieblicher Mittelpunkt der Schmalspurstrecken nach Schönfeld-Wiesa, Meinersdorf und Wilischthal. Auf dem Gelände wurden Empfangsgebäude, Nebengebäude mit Freiabtritt, ein Wagenschuppen, ein Güterschuppen, ein Lademaß, eine Gleisbrückenwaage und eine Seitenladerampe mit Ladestraße errichtet. Am Bahnsteigende in Richtung Geyer befand sich zwischen den Gleisen ein Wasserkran.
Auf dem Bahnhofsgelände in Thum stand von 1906 bis 1911 ein zweiständiger Lokschuppen mit Wasserstation, Wasserkran und Löschgrube. 1911 kam ein drittes Abstellgleis hinzu. 1934 erfolgte der Abriss des alten Lokschuppens. An dessen stelle folgte ein Lokschuppen mit vier Doppelständen und ein zweigleisiger Schuppen für Wagenreparaturen. Es war der größte Lokomotivschuppen der Sächsischen Schmalspurbahnen. Im Oktober 2013 wurde das Gebäude für den geplanten Neubau eines Pflegeheimes am Standort abgerissen.

## Fahrzeugeinsatz

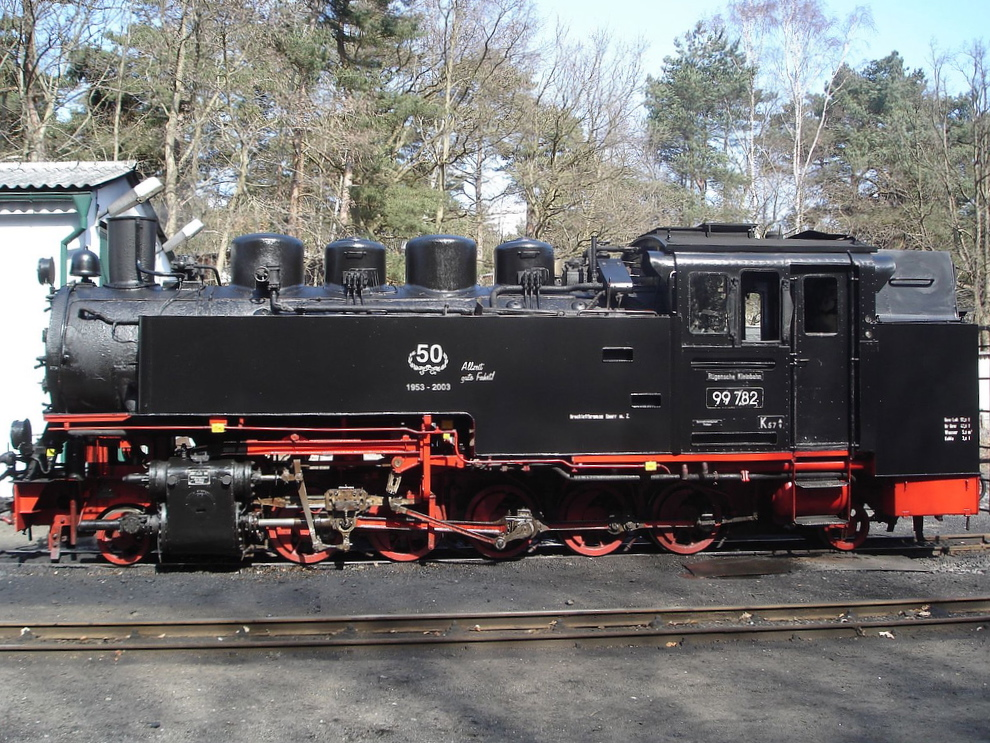
Die Baureihe 99.77–79 bildete ab 1953 bis Betriebsende das Rückgrat des Betriebs.

### Lokomotiven
Auf der Wilischthalbahn waren ab 1886 die Loks Nr. 25, Nr. 26 und Nr. 27 der Gattung I K eingesetzt. Die durch Kupplung der I K-Loks Nr. 2 und 3 hergestellte Lokomotive Nr. 62 A/B (II K) war vor und während des Ersten Weltkrieges auf der Wilischthalbahn im Einsatz.
Bevorzugt im Thumer Netz und zwischen Wolkenstein und Jöhstadt sollte nach 1891 die neue III K im Einsatz dominieren. Die Fahrzeuggattung wurde ab 1892 jedoch schlagartig durch die Gattung IV K abgelöst.
Nach der Verstärkung des Oberbaus und der Brücken 1924/25 kamen mit 99 684 und 99 688 die ersten Heißdampfloks der Gattung VI K nach Thum. Ihnen folgten weitere Maschinen der gleichen Baureihe, so dass die Lokomotivbahnhöfe Thum und Geyer 1925 9, und 1928 gar 13 Exemplare (davon eine in Meinersdorf) beheimateten. Zwischen 1934 und 1937 kamen mit den Nummern 99 612, 99 614, 99 615, 99 616 und 99 618 auch Lokomotiven der Gattung V K nach Thum.
Im Sommer 1933 kamen mit der 99 751 und 99 752 die ersten 1'E1' Einheits-Lokomotiven der DR-Baureihe 99.73–76 nach Thum. Mit den Nummern 99 757 bis 99 762 kamen noch sechs weitere Loks der Gattung VII K (alt) zum Thumer Netz. Am 20. Juni 1953 erhielt das Bw Thum mit der 99 778 die erste Neubaulokomotive der DR-Baureihe 99.77–79. Einen Tag später folgte die 99 777. Auch die 99 776 und die 99 779 bis 99 793 machten ihren Fabrikanlauf auf den Strecken des Thumer Netzes. Außer den Exemplaren 99 772, 99 786, 99 788, 99 790 und 99 794 befuhren alle weiteren Neubauloks das Thumer Netz.
Bei den fünffachgekuppelten Lokomotiven der Baureihe 99.77–79 trat infolge der vielen Kurven, mit einem Mindestradius von 50 Meter im Tal der Wilisch eine große Spurkranzabnutzung auf. Das Bw Thum erdachte eine neuartige Steuerung und rüstete ihre Maschinen damit aus. Die Steuerung bewährte sich so gut, dass daraufhin alle Lokomotiven dieser Baureihe vom RAW Görlitz mit dieser ausgerüstet wurden.

## Die Strecke heute
Vom ehemaligen Anschluss der Papierfabrik in Wilischthal bis Herold besteht heute auf der Eisenbahntrasse ein Geh- und Radweg. In Gelenau ist das charakteristische „spitze“ Bahnhofsgebäude erhalten geblieben. Auch das von 1886 stammende Bahnhofsgebäude in Ehrenfriedersdorf besteht noch. Es wird heute als Kindertagesstätte nachgenutzt.
Von der Zschopaubrücke in Wilischthal existiert noch das Tragwerk. Die tunnelartige Straßenüberführung an der ehemaligen Papierfabrik ist ebenfalls erhalten. Vom ehemaligen Bahnübergang der Straße nach Gelenau in Wilischthal liegen die Gleise noch auf mehreren hundert Metern bis heute (Stand Anfang 2014). Auf dem Reststück von der Brücke bis zum Bahnübergang wurden diese erst Anfang Juni 2009 zurückgebaut.